# Liste der Abgeordneten des ersten ordentlichen Reichstags des Norddeutschen Bundes
Die Liste der Abgeordneten des ersten ordentlichen Reichstags des Norddeutschen Bundes verzeichnet alle Abgeordneten, die dem ersten ordentlichen Reichstag (Norddeutscher Bund) angehörten.

## Wahl und Legislaturperiode
Die Reichstagswahl August 1867 war die Wahl zum ersten ordentlichen Reichstag des Norddeutschen Bundes. Sie fand am 31. August 1867 statt. Die Abgeordneten traten zwischen September 1867 und Dezember 1870 zu sechs Sitzungsperioden zusammen:
- 1. Sitzungsperiode vom 10. September 1867 bis zum 26. Oktober 1867
- 2. Sitzungsperiode vom 23. März 1868 bis zum 20. Juni 1868
- 3. Sitzungsperiode vom 4. März 1869 bis zum 22. Juni 1869
- 4. Sitzungsperiode vom 14. Februar 1870 bis zum 26. Mai 1870
- 5. Sitzungsperiode vom 19. Juli 1870 bis zum 21. Juli 1870
- 6. Sitzungsperiode vom 24. November 1870 bis zum 10. Dezember 1870

## Präsidium
Das Präsidium des Reichstags des Norddeutschen Bundes bestand aus den folgenden Abgeordneten:
- Präsident: Eduard von Simson
- I. Vizepräsident: Hugo zu Hohenlohe-Öhringen
- II. Vizepräsident: Rudolf von Bennigsen
- Schriftführer: Eduard von Baudissin, August Evelt, Friedrich Forkel, Hermann Hüffer, Henning von Puttkamer, Wilhelm von Schöning, Carl Ferdinand von Stumm-Halberg, Hans Wilhelm von Unruhe-Bomst
- Quästoren: Reinhold Aßmann, Achatius von Auerswald

## Parteien
Die konservativen Kräfte gehörten zur Konservativen Partei und zur Freikonservativen Vereinigung. Die Liberalen verteilten sich auf die Nationalliberale Partei, das Altliberale Zentrum, die Freie Vereinigung und die Deutsche Fortschrittspartei. Die Arbeiterparteien waren durch die Sächsische Volkspartei, den Allgemeinen Deutschen Arbeiterverein und den Lassalleschen Allgemeinen Deutschen Arbeiterverein vertreten. Regionale und Minderheiteninteressen vertraten die Bundesstaatlich-Konstitutionelle Vereinigung und die Polnische Fraktion.

## Mitglieder

### A

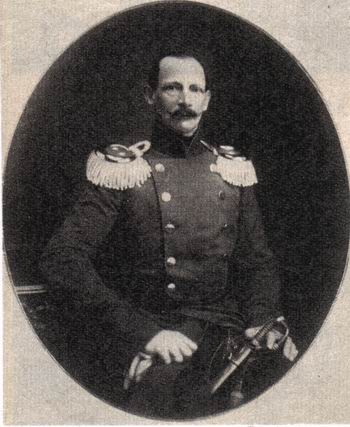
Albrecht von Preußen

- Ackermann, Karl Gustav, Rechtsanwalt,
WK Sachsen 6 (Dresden-Land links der Elbe, Dippoldiswalde), Bundesstaatlich-Konstitutionelle Vereinigung (Nachwahl 1869)
- Adickes, Ernst Friedrich, Rittergutsbesitzer,
WK Hannover 6 (Syke, Verden), Nationalliberale Partei (Nachwahl 1869)
- Aegidi, Ludwig, Publizist,
WK Magdeburg 6 (Wanzleben), Mandat am 4. Juni 1868 erloschen, 1870 erneut gewählt im WK Düsseldorf 7 (Moers, Rees), Freikonservative Vereinigung
- Albrecht, Prinz von Preußen, General,
WK Gumbinnen 3 (Gumbinnen, Insterburg), Konservative Partei
- Albrecht, Siegfried Wilhelm, Stadtsyndikus,
WK Hannover 11 (Einbeck, Northeim, Osterode am Harz, Uslar), Nationalliberale Partei

- Arnim-Boitzenburg, Adolf Graf von, Landrat,
WK Potsdam 3 (Ruppin, Templin), fraktionslos konservativ
- Arnim-Heinrichsdorf, Heinrich Leonhard von, Rittergutsbesitzer,
 WK Köslin 4 (Belgard, Schivelbein, Dramburg), Konservative Partei

- Arnim-Kröchlendorff, Oskar von, Gutsbesitzer,
  WK Potsdam 4 (Prenzlau, Angermünde), Freikonservative Vereinigung

- Aßmann, Reinold, Landgerichtsdirektor,
WK Liegnitz 6 (Goldberg-Haynau), Nationalliberale Partei
- Auerswald, Achatius von, Gutsbesitzer,
WK Danzig 2 (Danzig Land), Konservative Partei
- Augspurg, Diedrich Wilhelm Andreas, Rentner,
WK Hannover 18 (Stade, Geestemünde, Bremervörde, Osterholz), Nationalliberale Partei (Nachwahl 1869)
- Ausfeld, Carl, Justizamtmann,
WK Sachsen-Coburg-Gotha 2 (Gotha), Deutsche Fortschrittspartei

### B

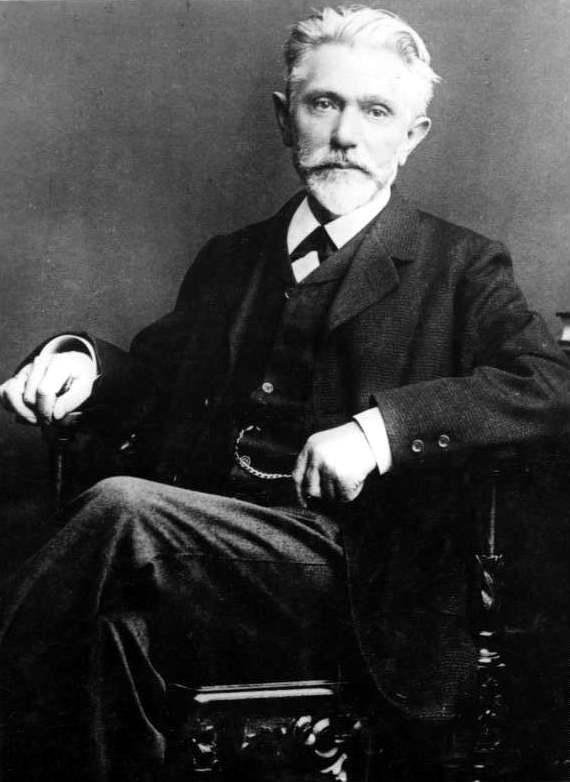
August Bebel
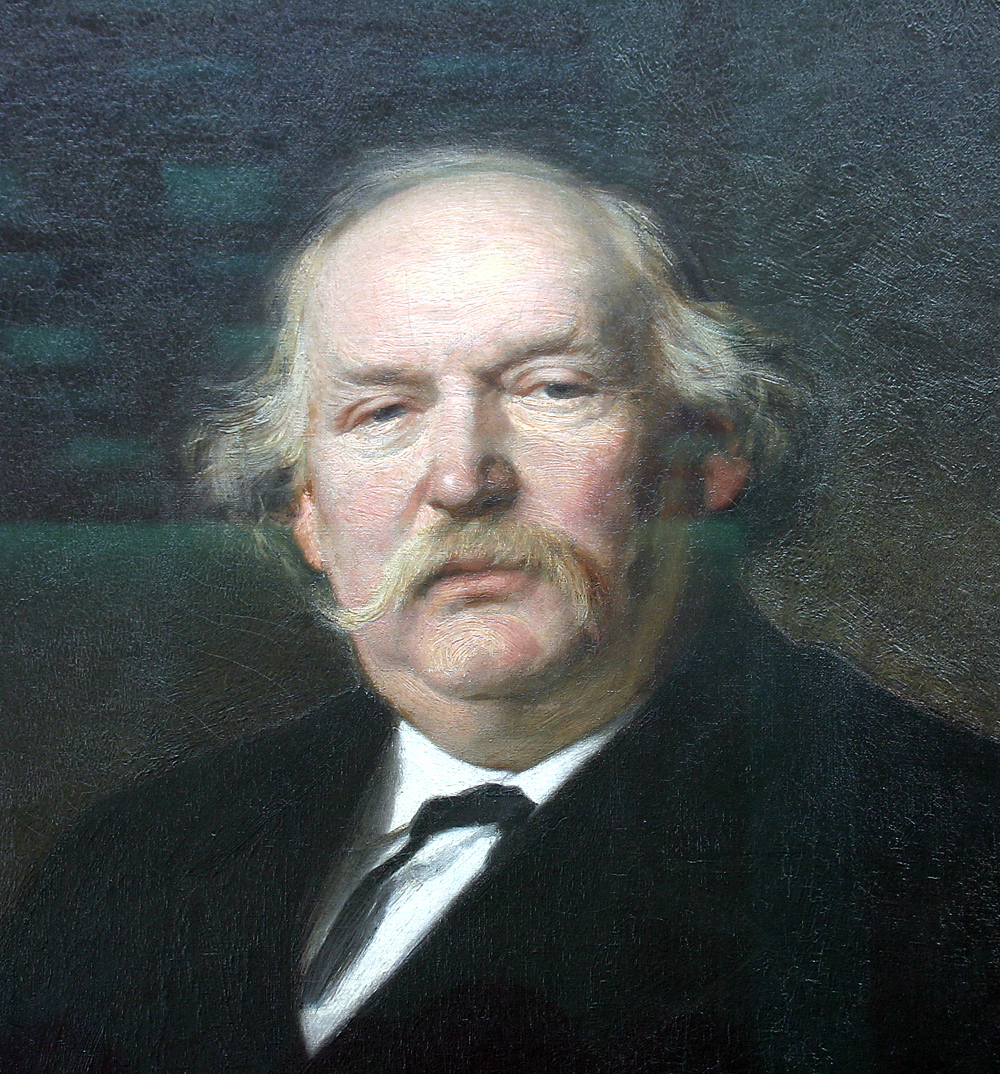
Hermann Heinrich Becker
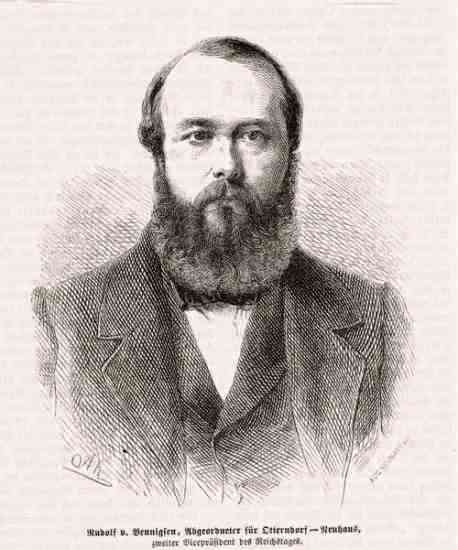
Rudolf von Bennigsen

- Bähr, Otto, Dr. jur., Oberappellationsgerichtsrat Berlin,
WK Kassel 2 (Kassel, Melsungen), Nationalliberale Partei
- Bail, Robert, Betriebsdirektor,
WK Liegnitz 3 (Glogau), Nationalliberale Partei
- Baldamus, Alfred Ferdinand, Dr. phil., Gutsbesitzer,
WK Anhalt 2 (Bernburg, Köthen, Ballenstedt), Nationalliberale Partei

- Bassewitz, Henning von, Rittergutsbesitzer,
WK Mecklenburg-Schwerin 4 (Ritterschaftliche Güter), Konservative Partei

- Baudissin, Eduard Graf, Gutsbesitzer,
WK Schleswig-Holstein 3 (Schleswig, Eckernförde), Bundesstaatlich-Konstitutionelle Vereinigung

- Bebel, August, Drechsler,
WK Sachsen 17 (Glauchau, Meerane, Hohenstein-Ernstthal), Sächsische Volkspartei

- Becker, Hermann, Landgerichtspräsident,
WK Oldenburg 1 (Oldenburg, Eutin, Birkenfeld), Nationalliberale Partei

- Becker, Hermann Heinrich, Dr. jur., Schriftsteller,
 WK Arnsberg 6 (Dortmund), Deutsche Fortschrittspartei

- Below, Alexander von, Rittergutsbesitzer,
WK Königsberg 7 (Preußisch-Holland, Mohrungen), Konservative Partei

- Benda, Robert von, Rittergutsbesitzer,
WK Magdeburg 6 (Wanzleben), Nationalliberale Partei (Nachwahl 1868)

- Bennigsen, Rudolf von, Landesdirektor Hannover,
WK Hannover 19 (Neuhaus/Oste, Hadeln, Lehe, Kehdingen, Jork), Nationalliberale Partei

- Bernhardi, Karl, Publizist
WK Kassel 3 (Fritzlar, Homberg, Ziegenhain), Nationalliberale Partei

- Bernuth, August von, Staatsminister a. D.,
WK Magdeburg 8 (Halberstadt, Oschersleben, Wernigerode), Altliberales Zentrum

- Bethmann-Hollweg, Theodor von, Rittergutsbesitzer,
WK Posen 2 (Samter, Birnbaum, Obornik), Altliberales Zentrum

- Bethusy-Huc, Eduard Graf von, Erbherr,
WK Oppeln 1 (Kreuzburg, Rosenberg O.S.), Freikonservative Vereinigung

- Biron von Curland, Calixt,
WK Breslau 3, (Groß Wartenberg, Oels), Konservative Partei

- Bismarck-Briest, Wilhelm von, Deichhauptmann a. D. und Rittergutsbesitzer,
WK Magdeburg 2 (Stendal, Osterburg), Konservative Partei

- Blanckenburg, Moritz Karl Henning von, Generallandschaftsrat und Rittergutsbesitzer,
WK Stettin 6 (Naugard, Regenwalde), Konservative Partei

- Bloemer, Friedrich, Landgerichtsrat
WK Düsseldorf 4 (Düsseldorf-Stadt), Altliberales Zentrum

- Blum, Ludwig, Pfarrer,
WK Köln 3 (Bergheim (Erft), Euskirchen), Freikonservative Vereinigung

- Blum, Hans, Fabrikant,
WK Sachsen 15 (Mittweida, Frankenberg, Augustusburg), Nationalliberale Partei

- Blumenthal-Suckow, Werner von, Rittergutsbesitzer
WK Köslin 2 (Bütow, Rummelsburg, Schlawe), Konservative Partei

- Bocholtz-Meschede, Wilhelm von, Majoratsherr,
WK Minden 5 (Höxter, Warburg), Freikonservative Vereinigung

- Bock, Adam, Dr. jur., Gutsbesitzer,
WK Aachen 2 (Eupen, Aachen-Land), fraktionslos

- Bockum-Dolffs, Florens, Gutsbesitzer,
WK Arnsberg 7 (Hamm, Soest), Freie Vereinigung

- Bodelschwingh, Carl von, Staatsminister a. D.,
WK Minden 2 (Herford, Halle/Westfalen), Konservative Partei

- Böckel, Dagobert, Lehrer
WK Oldenburg 2 (Jever, Brake, Westerstede, Varel), Deutsche Fortschrittspartei

- Brauchitsch, Heinrich von, Gutsbesitzer
WK Magdeburg 3 (Jerichow I, Jerichow II), Konservative Partei

- Brauchitsch, Wilhelm von, Geh. Regierungsrat zur Disposition und Rittergutsbesitzer,
WK Danzig 1 (Marienburg, Elbing), Konservative Partei

- Braun, August, Fabrikbesitzer,
WK Kassel 6 (Hersfeld, Rotenburg (Fulda), Hünfeld), Nationalliberale Partei

- Braun, Karl, Dr. iur., Anwalt in Berlin,
WK Wiesbaden 2 (Wiesbaden-Stadt), Nationalliberale Partei

- Bredow, Ludwig von, Gutsbesitzer
WK Potsdam 8 (Westhavelland), Konservative Partei

- Brenken, Reinhard Franz von und zu, Rittergutsbesitzer
WK Minden 4 (Paderborn, Büren), Freikonservative Vereinigung

- Bruch, Gustav, Brauereibesitzer
WK Trier 5 (Saarbrücken), Nationalliberale Partei

- Buchowski, Cajetan von, Rittergutsbesitzer
WK Bromberg 5 (Gnesen, Wongrowitz), Polnische Fraktion

- Buddenberg, Arnold, Gutsbesitzer
WK Hannover 5 (Melle, Diepholz, Wittlage, Sulingen, Stolzenau), Nationalliberale Partei

- Bülow, Friedrich Gottlieb von, Rittergutsbesitzer
WK Herzogtum Lauenburg, Freikonservative Vereinigung

- Buff, Wilhelm, Publizist
WK Hessen 2 (Friedberg, Büdingen, Vilbel), fraktionslos liberal (Nachwahl 1869)

- Bunsen, Georg von, Dr. phil., Schriftsteller,
WK Düsseldorf 3 (Solingen), Nationalliberale Partei

- Ignatz Bürgers, Appellationsgerichtsrat und Rittergutsbesitzer,
WK Köln 6 (Mülheim am Rhein, Gummersbach, Wipperfürth), Altliberales Zentrum

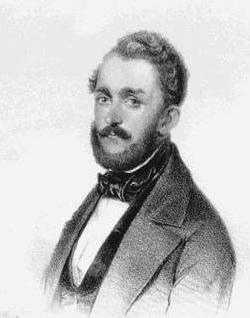
Florens von Bockum-Dolffs
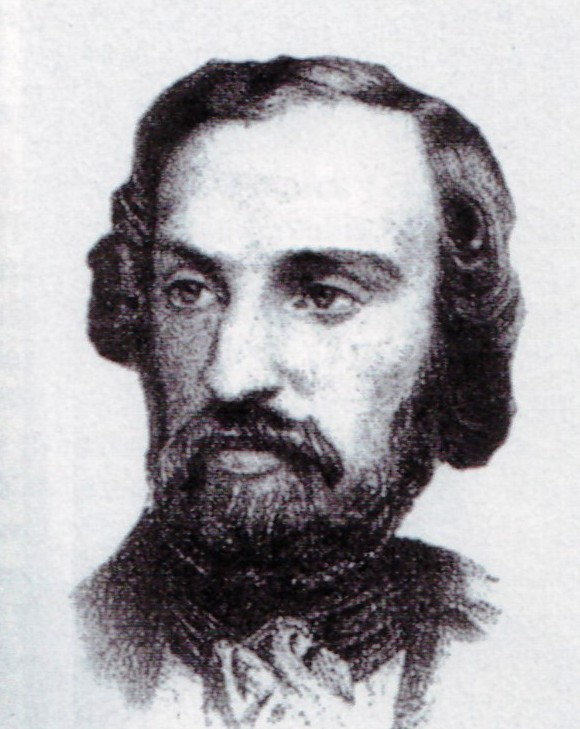
Ignatz Bürgers

### C

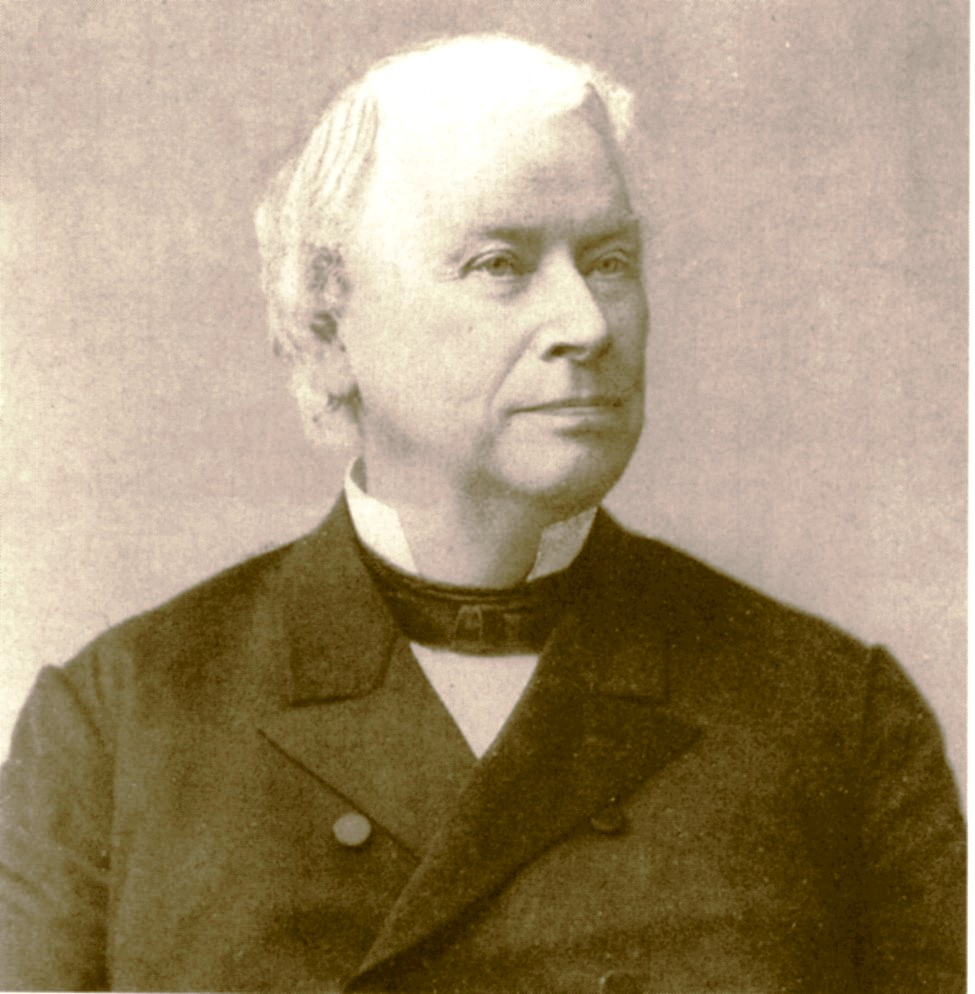
Otto von Camphausen
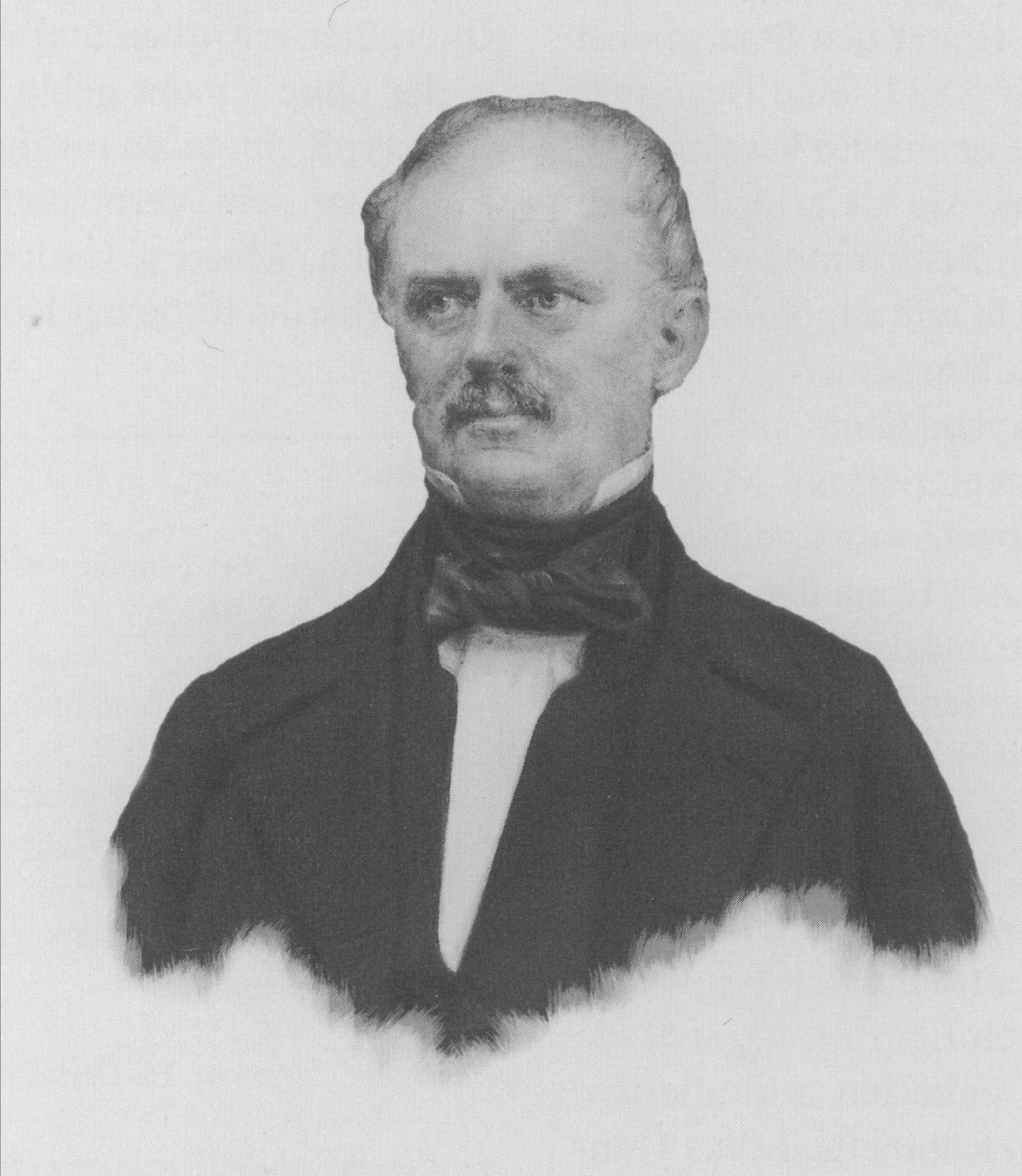
Albert von Carlowitz

- Camphausen, Ludolf, Bankier
WK Koblenz 4 (Kreuznach, Simmern), fraktionslos liberal

- Camphausen, Otto von, Regierungsrat
WK Düsseldorf 12 (Neuß, Grevenbroich), fraktionslos liberal

- Carlowitz, Albert von, Rittergutsbesitzer,
WK Liegnitz 9 (Görlitz, Lauban), Freie Vereinigung

- Chlapowski, Stanislaus von, Rittergutsbesitzer
WK Posen 4 (Buk, Kosten), Polnische Fraktion

- Chlapowski, Thaddäus von, Rittergutsbesitzer
WK Posen 5 (Kröben), Polnische Fraktion

- Conrad, Hermann, Rittergutsbesitzer
WK Marienwerder 1 (Marienwerder, Stuhm), Nationalliberale Partei

- Cornely, Friedrich Leopold, Notar
WK Koblenz 6 (Adenau, Cochem, Zell), Deutsche Fortschrittspartei

- Cottenet, Georges von, Landrat, Rittergutsbesitzer
WK Liegnitz 5 (Löwenberg), Konservative Partei

- Cranach, Rudolph Anton Lucas von, Gutsbesitzer,
WK Frankfurt 2 (Landsberg/Warthe, Soldin), Konservative Partei

- Czarlinski, Emil von, Rittergutsbesitzer
WK Danzig 4 (Neustadt/Westpreußen, Karthaus), Polnische Fraktion

### D

Adolph von Dietze
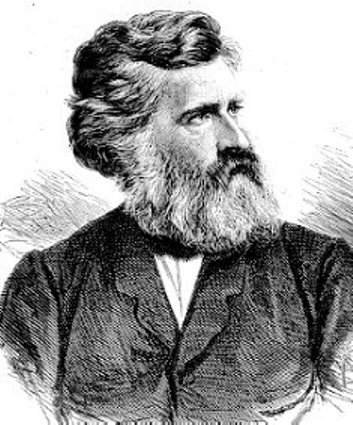
Franz Duncker

- Davier, Eduard Wieprecht von, Gutsbesitzer,
WK Erfurt 1 (Nordhausen), Konservative Partei

- Denzin, Carl Friedrich von, Rittergutsbesitzer,
WK Köslin 1 (Stolp, Lauenburg in Pommern), Konservative Partei

- Deutz, Arnold, Tuchfabrikant
WK Aachen 3 (Aachen-Stadt), fraktionslos liberal, trat im Verlauf der Legislaturperiode der Freien Vereinigung bei

- Devens, Friedrich Leopold, Rittergutsbesitzer
WK Düsseldorf 5 (Essen), Freikonservative Vereinigung

- Diest, Gustav von, Regierungspräsident,
WK Wiesbaden 3 (St. Goarshausen, Unterwesterwald), Konservative Partei

- Dietze, Gustav Adolf, Amtsrat und Rittergutsbesitzer,
WK Magdeburg 7 (Aschersleben, Calbe), Freikonservative Vereinigung

- Dörnberg, Albert von, Landrat,
WK Arnsberg 1 (Wittgenstein, Siegen, Biedenkopf), Altliberales Zentrum

- Dohna-Finckenstein, Rodrigo Otto Heinrich Graf zu, Landrat a. D. und Fideikommissherr,
WK Marienwerder 2 (Rosenberg, Löbau), Konservative Partei

- Dohna-Kotzenau, Graf Hermann zu, Herrschaftsbesitzer,
WK Liegnitz 4 (Lüben, Bunzlau), Nationalliberale Partei

- Duncker, Franz, Verlagsbuchhändler ,
WK Berlin 5,  Deutsche Fortschrittspartei

- Dzialynski, Johann von, Rittergutsbesitzer,
WK Posen 1 (Posen-Stadt), Polnische Fraktion (Nachwahl 1869)

### E

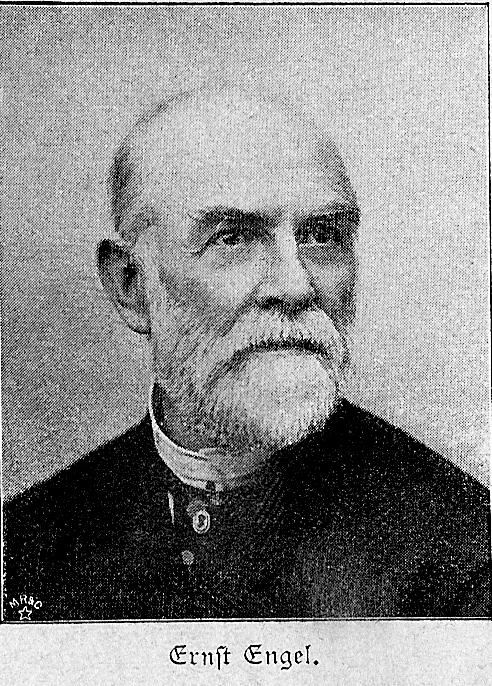
Ernst Engel
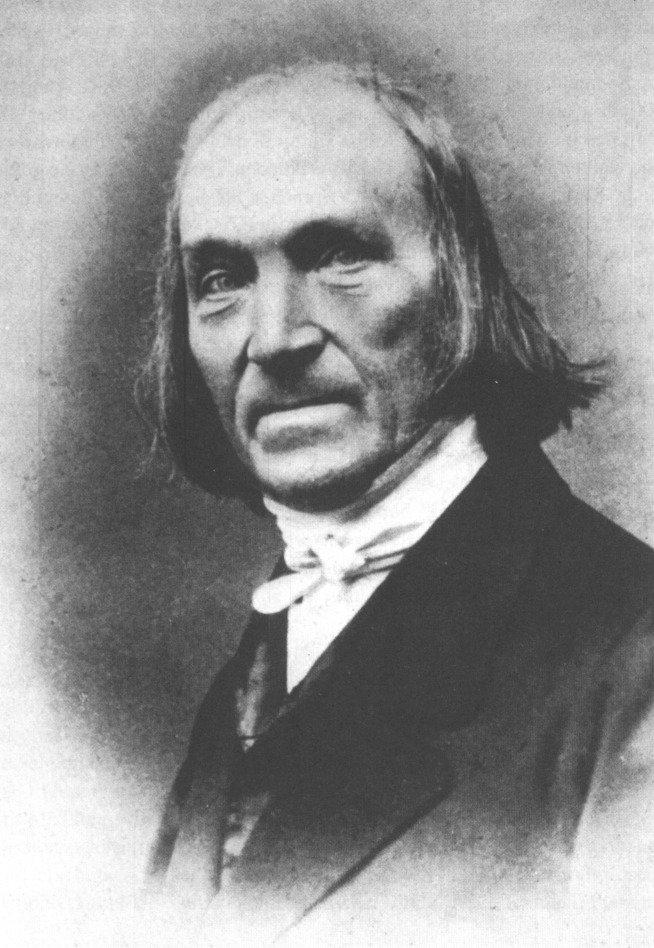
Georg Heinrich August Ewald

- Eckardstein-Prötzel, Ernst von, Rittergutsbesitzer,
WK Potsdam 5 (Oberbarnim), Altliberales Zentrum

- Eichmann, Franz August, Kammergerichtsrat
WK Königsberg 2 (Labiau, Wehlau), Konservative Partei

- Eicke, Ernst Friedrich von, Rittergutsbesitzer
WK Breslau 5 (Ohlau, Strehlen, Nimptsch), fraktionslos konservativ

- Einsiedel, Georg Curt von, Regierungsrat
WK Sachsen 20 (Marienberg, Zschopau), Freikonservative Vereinigung

- Elsner, Oscar von, Gutsbesitzer,
WK Liegnitz 6 (Liegnitz, Goldberg-Haynau), Freikonservative Vereinigung (Nachwahl 1869)

- Endemann, Wilhelm, Dr. jur., Professor,
WK Schwarzburg-Rudolstadt (Königsee, Frankenhausen), Nationalliberale Partei

- Engel, Franz, Lohgerbermeister,
WK Oppeln 9 (Leobschütz), Nationalliberale Partei

- Engel, Ernst, Oberregierungsrat,
WK Aachen 1 (Schleiden, Malmedy, Montjoie), Nationalliberale Partei

- Eulenburg, Botho Heinrich zu, Regierungspräsident Marienwerder,
WK Marienwerder 7 (Schlochau, Flatow), Konservative Partei

- Evelt, August, Kreisgerichtsdirektor,
WK Hohenzollernsche Lande (Sigmaringen, Hechingen), Altliberales Zentrum

- Ewald, Heinrich Georg August, Dr. phil., Professor,
WK Hannover 8 (Hannover-Stadt), Deutsch-Hannoversche Partei (Nachwahl 1869)

- Eysoldt, Arthur, Advokat und Notar,
WK Sachsen 8 (Pirna, Sebnitz), Deutsche Fortschrittspartei (Nachwahl 1869)

### F

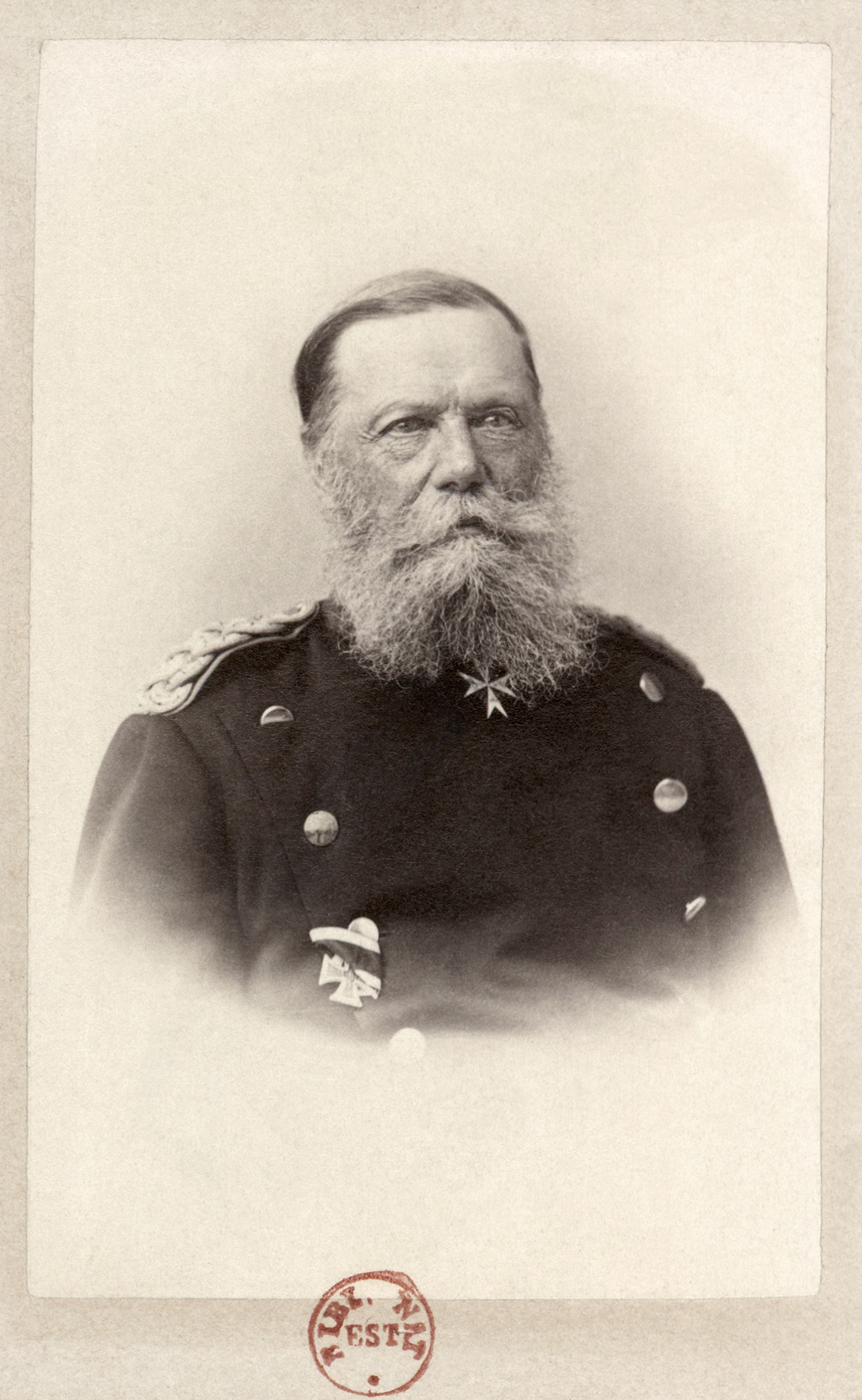
Eduard Vogel von Falckenstein
Friedrich Wilhelm Fritzsche
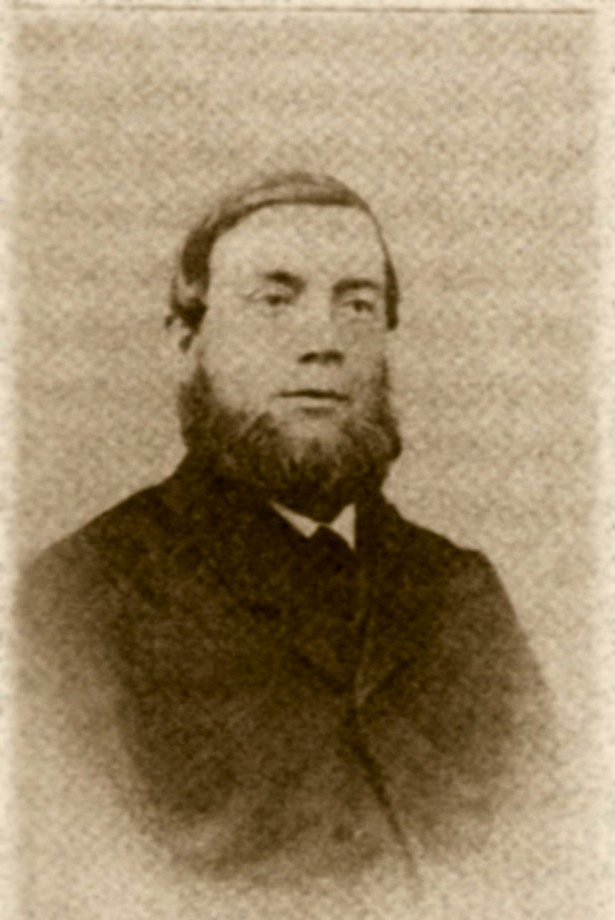
Friedrich Wilhelm Emil Försterling
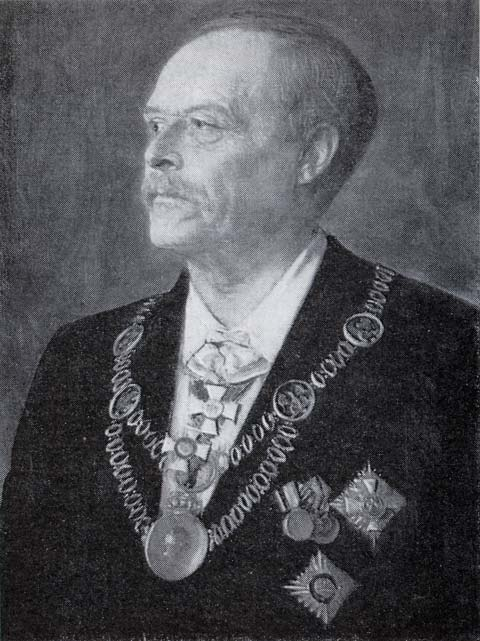
Max von Forckenbeck

- Falckenstein, Eduard Vogel von, General und Gutsbesitzer
WK Königsberg 3 (Königsberg-Stadt), Konservative Partei

- Försterling, Friedrich Wilhelm Emil, Kupferschmiedemeister,
WK Sachsen 16 (Chemnitz), Allgemeiner Deutscher Arbeiterverein

- Forckenbeck, Max von, Rechtsanwalt,
WK Magdeburg 5 (Neuhaldensleben, Wolmirstedt), Nationalliberale Partei

- Forkel, Friedrich, Rechtsanwalt,
WK Sachsen-Coburg-Gotha 1 (Coburg), Nationalliberale Partei

- Francke, Karl Philipp, Regierungspräsident,
WK Schleswig-Holstein 9 (Oldenburg in Holstein, Plön), Bundesstaatlich-Konstitutionelle Vereinigung

- Frankenberg und Ludwigsdorf, Friedrich von, Gutsbesitzer,
WK Oppeln 11 (Falkenberg O.S., Grottkau), Freikonservative Vereinigung

- Frankenberg und Ludwigsdorf, Leopold von, Oberappellationsgerichtspräsident a. D.,
WK Breslau 1 (Guhrau, Steinau, Wohlau), Konservative Partei

- Frantz, Albrecht Bernhard, Gutsbesitzer,
WK Erfurt 2 (Heiligenstadt, Worbis), Freikonservative Vereinigung

- Friedenthal, Carl Rudolph, Dr. jur., Landrat a. D. und Rittergutsbesitzer,
WK Oppeln 12 (Neisse), Altliberales Zentrum

- Fries, Hugo Friedrich, Advokat,
WK Sachsen-Weimar-Eisenach 1 (Weimar, Apolda), Nationalliberale Partei

- Fritzsche, Friedrich Wilhelm, Zigarrenarbeiter,
WK Düsseldorf 1 (Lennep, Mettmann), Allgemeiner Deutscher Arbeiterverein (Nachwahl 24. Juli 1868)

- Fromme, Ludolf, Verwaltungsbeamter
WK Hannover 16 (Lüneburg, Soltau, Winsen an der Luhe), Nationalliberale Partei

- Fühling, Johann Joseph, Lehrer
WK Köln 1 (Köln-Stadt), Deutsche Fortschrittspartei

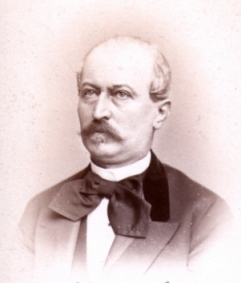
Karl Rudolf Friedenthal
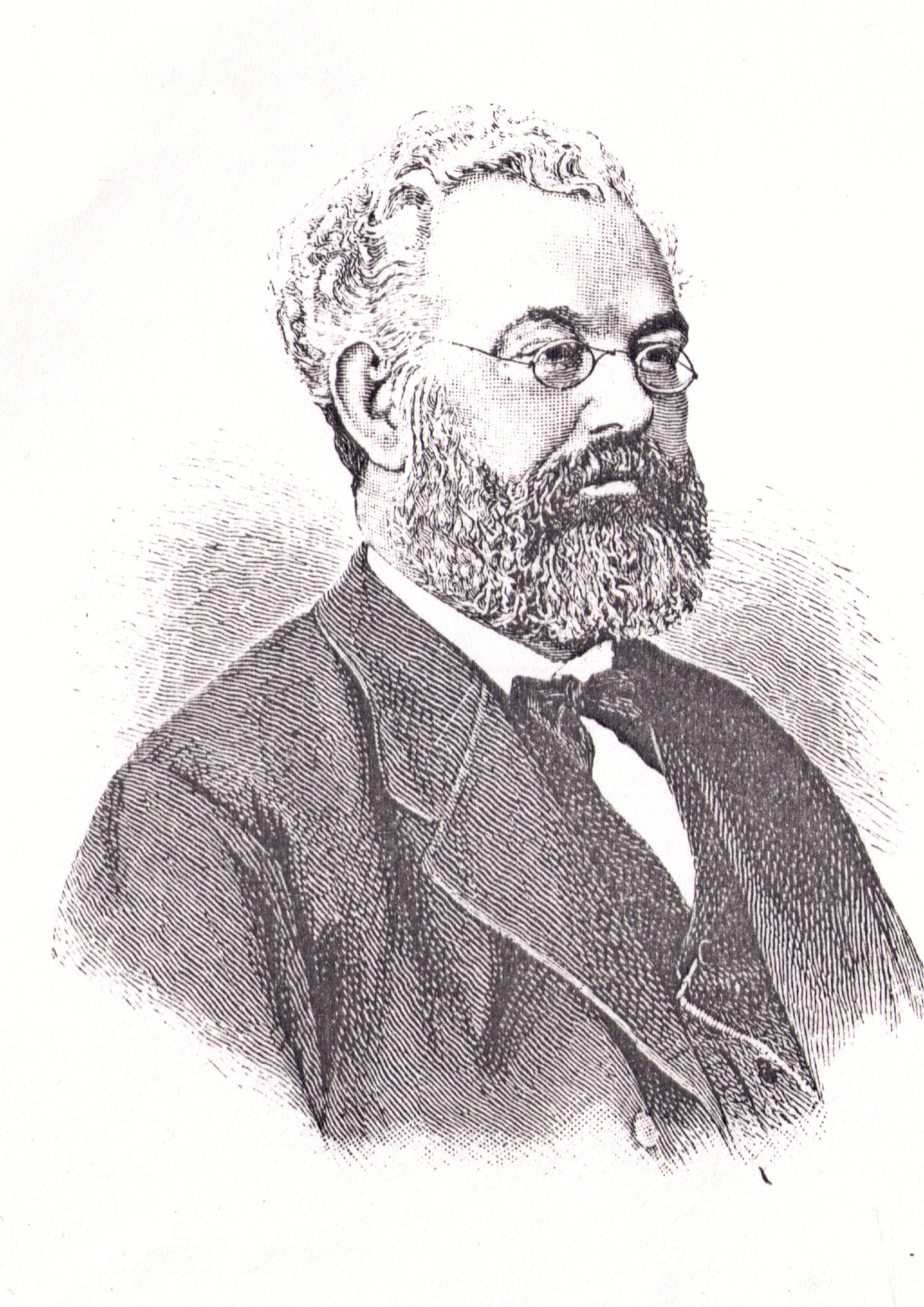
Johann Joseph Fühling

### G

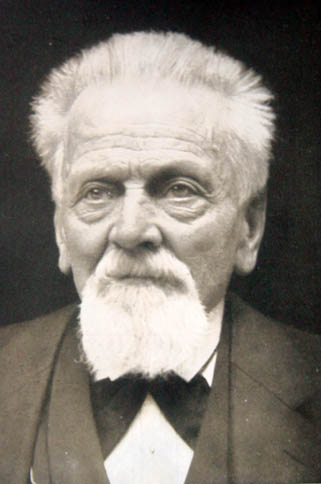
Ferdinand Goetz

- Gebert, Karl Wilhelm, Staatsanwalt,
WK Sachsen 14 (Borna, Geithain, Rochlitz), Bundesstaatlich-Konstitutionelle Vereinigung

- Genast, Wilhelm, Staatsanwalt,
WK Sachsen-Weimar-Eisenach 3 (Jena, Neustadt an der Orla), Nationalliberale Partei

- Gitzler, Ludwig, Professor,
WK Breslau 13 (Frankenstein, Münsterberg), Freikonservative Vereinigung

- Göddertz, Aloys, Kaufmann
WK Köln 5 (Siegkreis, Waldbröl), Freie Vereinigung

- Goetz, Ferdinand, Arzt,
WK Sachsen 13 (Leipzig-Land, Taucha, Markranstädt, Zwenkau), fraktionslos liberal

- Goltz, Eduard Kuno von der, Generalmajor,
WK Minden 1 (Minden, Lübbecke, Jadegebiet), Konservative Partei

- Gommelshausen, Wilhelm, Pfarrer,
WK Koblenz 5 (Mayen, Ahrweiler), Freie Vereinigung

- Graeve, Alexander von, Gutsbesitzer,
WK Posen 9 (Krotoschin), Polnische Fraktion

- Grävenitz, Ernst von, Rittergutsbesitzer,
WK Liegnitz 1 (Grünberg, Freystadt), Konservative Partei

- Graevenitz, Hugo von, Rittergutsbesitzer,
WK Liegnitz 8 (Schönau, Hirschberg), Konservative Partei

- Grote, August von, Rittergutsbesitzer,
 WK Hannover 15 (Lüchow, Uelzen, Dannenberg, Bleckede), Bundesstaatlich-Konstitutionelle Vereinigung

- Grumbrecht, August, Bürgermeister Harburg,
 WK Hannover 17 (Harburg, Rotenburg in Hannover, Zeven), Nationalliberale Partei

- Guenther, Franz Adolph, Rittergutsbesitzer,
WK Marienwerder 8 (Deutsch-Krone), Freikonservative Vereinigung

- Günther, Theodor, Rittergutsbesitzer,
 WK Sachsen 11 (Oschatz, Wurzen, Grimma), Bundesstaatlich-Konstitutionelle Vereinigung

### H

Albert Hänel
Robert Eduard von Hagemeister
Friedrich Hammacher
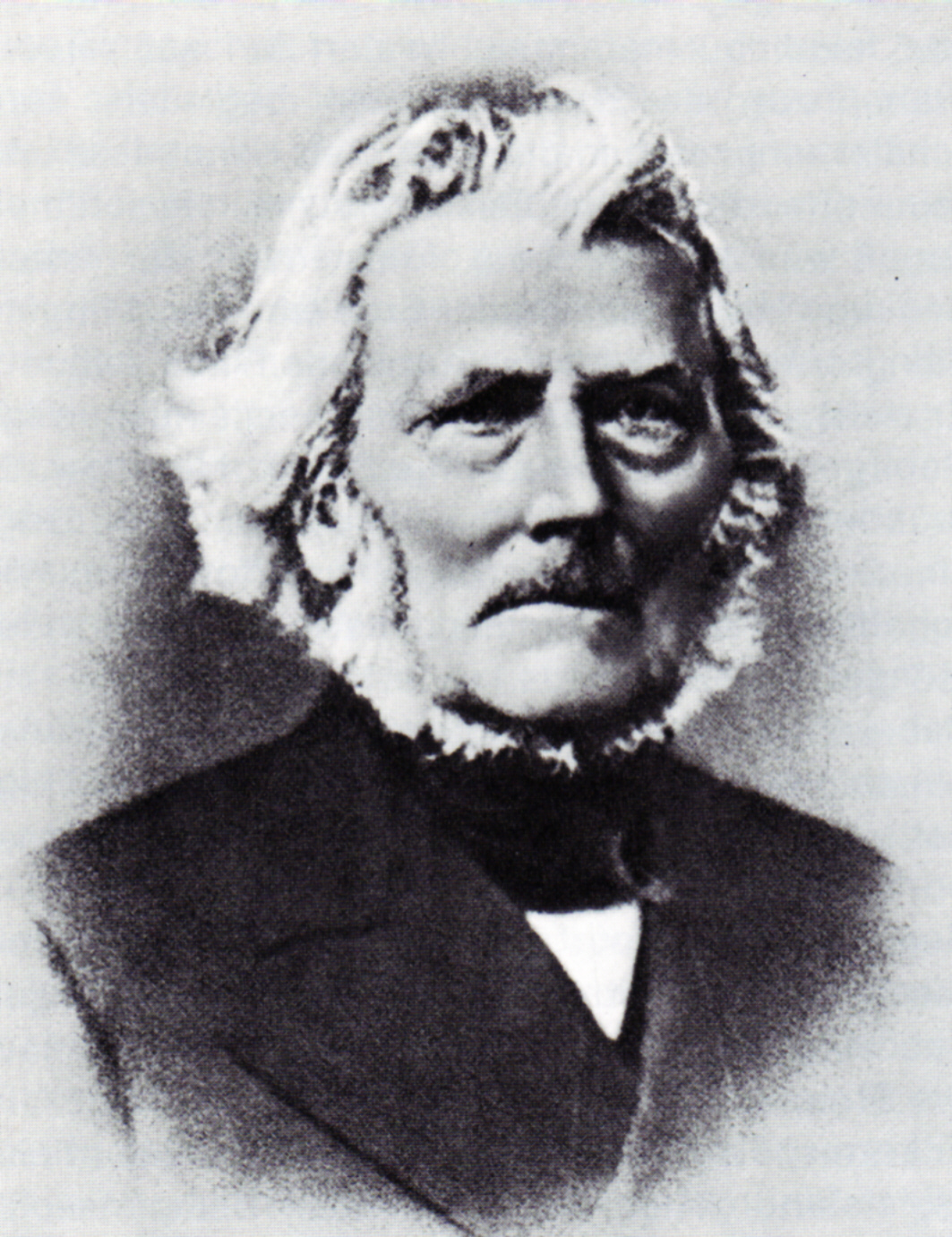
Friedrich Harkort

- Hänel, Albert, Dr. jur., Professor Kiel,
WK Schleswig-Holstein 7 (Kiel, Rendsburg), Bundesstaatlich-Konstitutionelle Vereinigung, trat im Verlauf der Legislaturperiode der Freien Vereinigung bei

- Hagemeister, Robert Eduard von, Rittergutsbesitzer
WK Stralsund 1 (Rügen, Stralsund, Franzburg), Freikonservative Vereinigung

- Hagen, Adolf, Direktor Unionsbank Berlin,
WK Berlin 1, Deutsche Fortschrittspartei

- Hagke, Friedrich Bernhard Freiherr von, Landrat und Rittergutsbesitzer,
WK Erfurt 3 (Mühlhausen, Langensalza, Weißensee), Freikonservative Vereinigung

- Hammacher, Friedrich, Dr. jur., Bergwerks- und Hüttenbesitzer,
WK Merseburg 4 (Halle/Saale, Saalkreis), Nationalliberale Partei (Nachwahl 1869)

- Hammerstein, Wilhelm von, Staatsminister,
WK Hannover 6 (Syke, Verden), Bundesstaatlich-Konstitutionelle Vereinigung

- Handjery, Nicolaus Prinz von, Dr. jur., Landrat Teltow,
WK Potsdam 10 (Teltow, Beeskow-Storkow), Konservative Partei (Nachwahl 1869)

- Hantelmann, Ernst, Advokat,
WK Hannover 1 (Emden, Norden, Weener), Nationalliberale Partei

- Harkort, Friedrich, Kaufmann und Techniker,
WK Arnsberg 4 (Hagen), Deutsche Fortschrittspartei

- Harnier, Richard, Dr. jur., Direktor Landeskreditanstalt Kassel,
WK Kassel 4 (Eschwege, Schmalkalden, Witzenhausen), Nationalliberale Partei

- Hasenclever, Wilhelm, Gerber,
WK Düsseldorf 6 (Duisburg), Allgemeiner Deutscher Arbeiterverein (Nachwahl 1869)

- Hausmann, Franz, Stadtsyndikus und Stadtrichter,
WK Lippe (Detmold, Lemgo), Deutsche Fortschrittspartei

- Heinemann, Ferdinand von, Gymnasiallehrer
WK Braunschweig 2 (Helmstedt, Wolfenbüttel), Nationalliberale Partei

- Heinen, Gustav von, Rittergutsbesitzer
 WK Liegnitz 7 (Landeshut, Jauer, Bolkenhain), Konservative Partei (Nachwahl 1869)

- Helldorff, Carl Heinrich von, Rittergutsbesitzer,
WK Merseburg 7 (Querfurt, Merseburg), fraktionslos konservativ

- Henckel von Donnersmarck, Guido, Rittergutsbesitzer
WK Oppeln 5 (Beuthen, Tarnowitz), Nationalliberale Partei

- Henneberg, Friedrich Wilhelm, Rechtsanwalt
WK Sachsen-Coburg-Gotha 2 (Gotha), fraktionslos liberal (Nachwahl 1869)

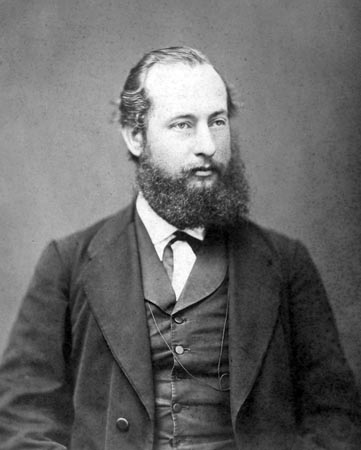
Wilhelm Hasenclever
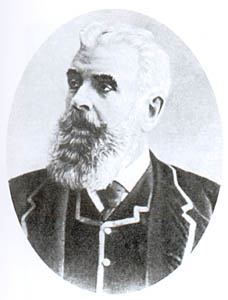
Guido Henckel von Donnersmarck
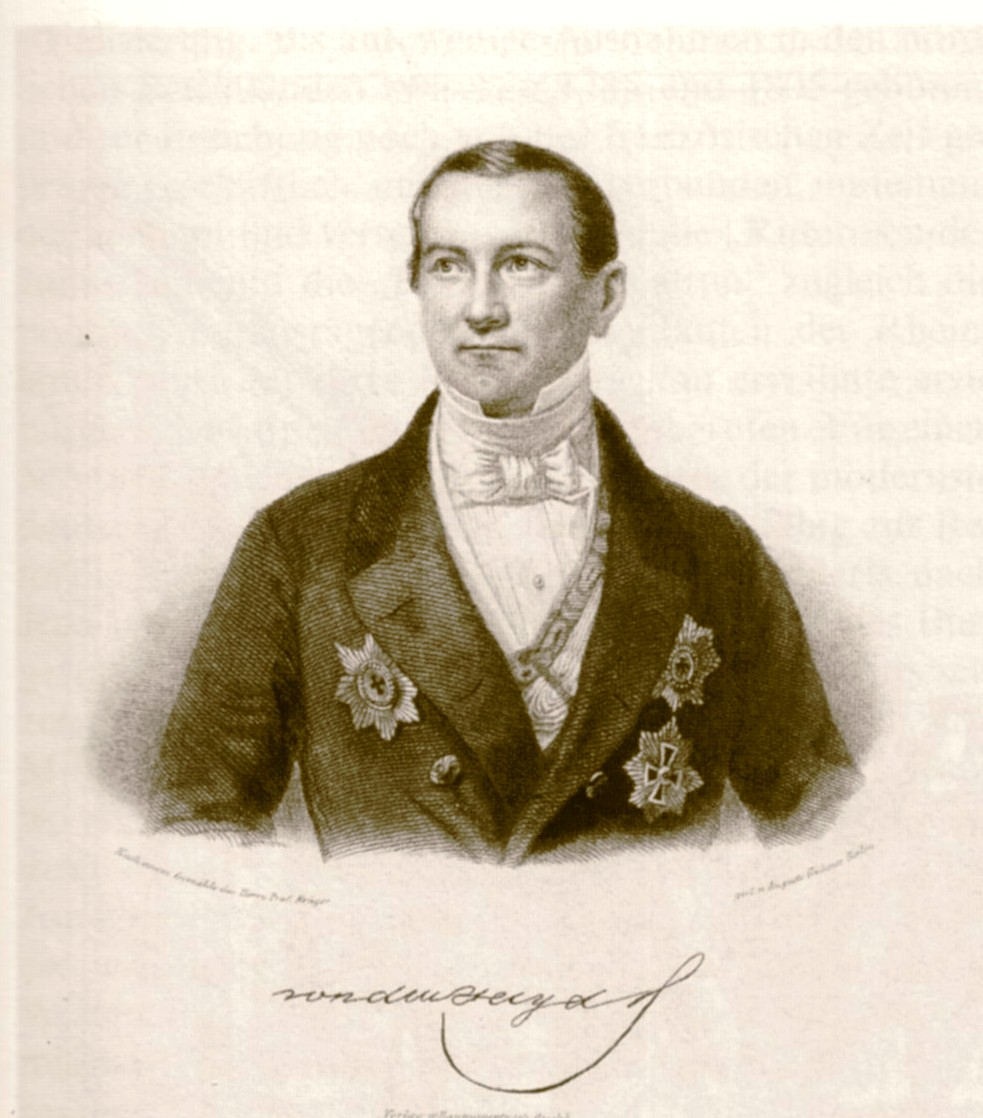
August von der Heydt

- Hennig, Julius Carl August von, Rittergutsbesitzer,
 WK Marienwerder 3 (Graudenz, Strasburg/Westpreußen), Nationalliberale Partei

- Heubner, Julius Leonhard, Lehrer
WK Sachsen 22 (Auerbach, Reichenbach), Deutsche Fortschrittspartei

- Heydt, August von der, Bankier
WK Erfurt 4 (Erfurt, Schleusingen, Ziegenrück), fraktionslos konservativ

- Heyl, Karl, Amtsgerichtsrat,
WK Trier 4 (Saarlouis, Merzig, Saarburg), Freie Vereinigung

- Hilgers, Franz Jakob von, Gutsbesitzer
WK Aachen 4 (Düren, Jülich), Deutsche Fortschrittspartei

- Hinrichsen, Marcus Wolf, Kaufmann
WK Hamburg 1,  Nationalliberale Partei (Nachwahl 1868)

- Max Hirsch, Publizist,
WK Sachsen 23 (Plauen, Oelsnitz, Klingenthal), Deutsche Fortschrittspartei  (Nachwahl 1869)

- Hoffmann, Julius, Rittergutsbesitzer,
WK Sachsen-Meiningen 1 (Meiningen, Hildburghausen), Nationalliberale Partei

- Hohenlohe-Öhringen, Hugo Fürst zu, Standesherr,
 WK Oppeln 4 (Lublinitz, Tost-Gleiwitz), Freikonservative Vereinigung

- Holzer, Carl Josef, Dr. theol., Dompropst,
 WK Trier 1 (Daun, Bitburg, Prüm), Freie Vereinigung

- Hompesch, Alfred Polycarp von, Rittergutsbesitzer,
WK Aachen 5 (Geilenkirchen, Heinsberg, Erkelenz), Freikonservative Vereinigung

- Hosius, Clemens, Landgerichtspräsident,
WK Koblenz 2 (Neuwied), Nationalliberale Partei

- Hoverbeck, Leopold Freiherr von, Gutsbesitzer,
WK  Berlin 2, Deutsche Fortschrittspartei

- Hüffer, Herrmann, Professor ,
WK Düsseldorf  9 (Kempen), Freie Vereinigung

- Hüllessem-Meerscheidt, Otto Karl Freiherr von, Landrat Königsberg und Gutsbesitzer,
WK Königsberg 4 (Fischhausen, Königsberg-Land), Konservative Partei

Max Hirsch
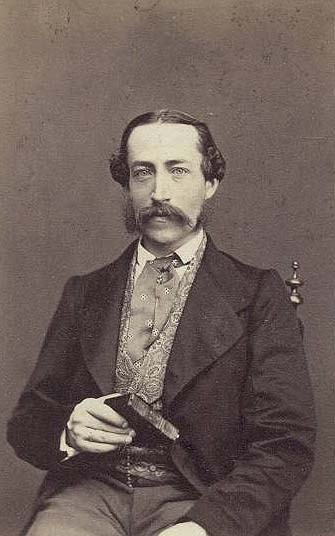
Hugo zu Hohenlohe-Öhringen
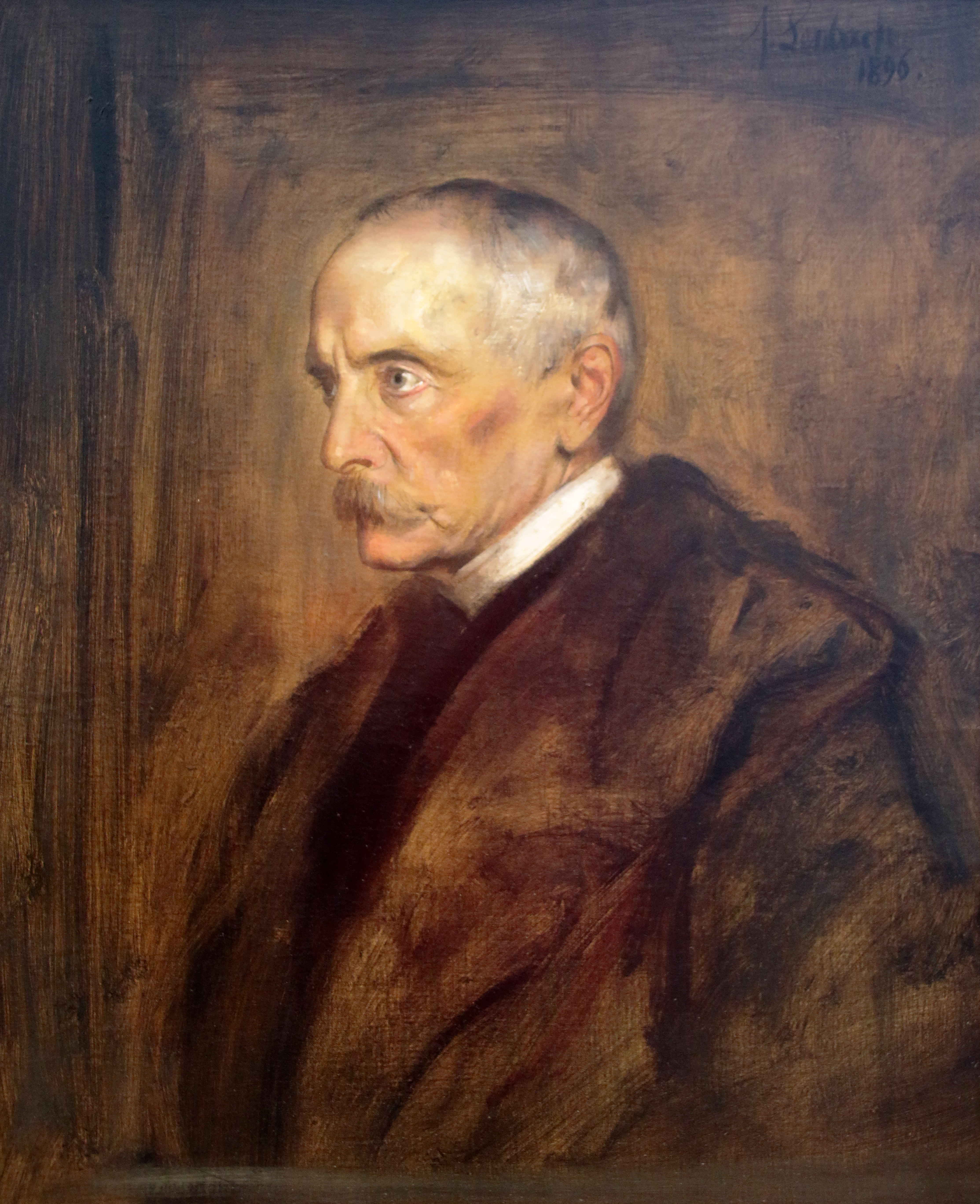
Chlodwig zu Hohenlohe-Schillingsfürst
Alfred Polycarp von Hompesch

### I

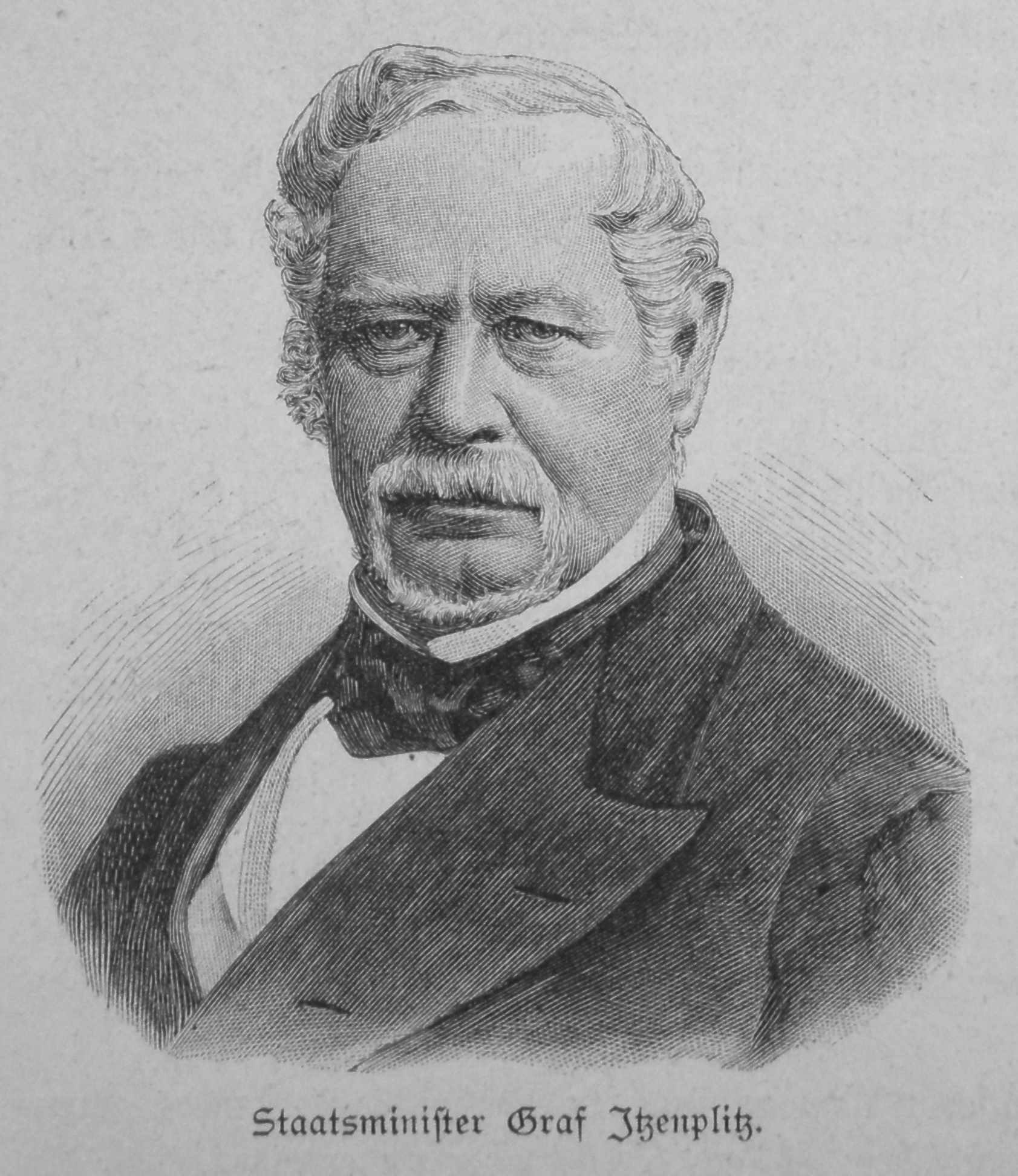
Heinrich Friedrich von Itzenplitz

- Itzenplitz, Heinrich Friedrich von, Rittergutsbesitzer,
WK Gumbinnen 4 (Stallupönen, Goldap, Darkehmen), fraktionslos konservativ

### J

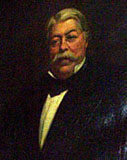
Ludwig Andreas Jordan

- Jackowski, Hiacynt von, Rittergutsbesitzer,
WK Danzig 5 (Berent, Preußisch Stargard), Polnische Fraktion

- Jäger, Karl Bernhard, Rechtsanwalt,
WK Reuß jüngerer Linie (Gera, Schleiz), Nationalliberale Partei

- Jagow, Gustav Wilhelm von, Oberpräsident Brandenburg,
WK  Potsdam 1 (Westprignitz), Konservative Partei

- Jensen, Friedrich Heinrich Otto, Obergerichtsrat a. D.,
 WK Schleswig-Holstein 6 (Pinneberg, Segeberg), Bundesstaatlich-Konstitutionelle Vereinigung

- Jordan, Julius, Amtmann,
WK  Hannover 12 (Göttingen, Duderstadt, Münden), Bundesstaatlich-Konstitutionelle Vereinigung

- Jüngken, Hermann, Rittergutsbesitzer,
WK Merseburg 6 (Sangerhausen, Eckartsberga), Nationalliberale Partei

### K

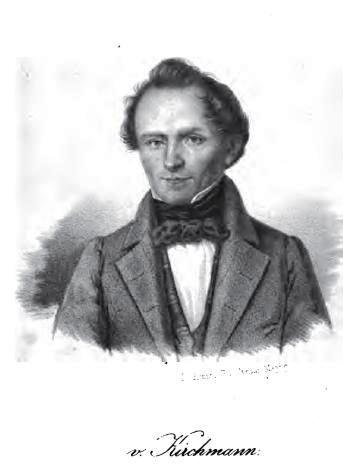
Julius von Kirchmann
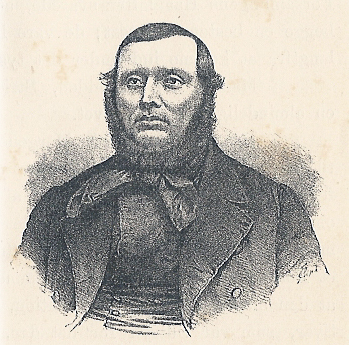
Hans Andersen Krüger

- Kalckstein, Willibald von, Landrat,
 WK Königsberg 5  (Heiligenbeil, Preußisch-Eylau), Konservative Partei

- Kanitz, Hans von,
WK Königsberg 7 (Preußisch-Holland, Mohrungen), Konservative Partei (Nachwahl 1869)

- Kanngießer, Carl Hermann, Appellationsgerichtsrat,
WK Düsseldorf 11 (Krefeld),  Nationalliberale Partei

- Kantak, Kasimir, Rittergutsbesitzer,
WK Bromberg 4 (Inowrazlaw, Mogilno), Polnische Fraktion

- Kardorff, Wilhelm von, Rittergutsbesitzer,
WK Breslau 5 (Ohlau, Strehlen, Nimptsch), Freikonservative Vereinigung (Nachwahl 1868)

- Karstedt, Carl Otto Sigismund von, Rittergutsbesitzer,
WK Potsdam 2 (Ostprignitz), Konservative Partei

- Keller, Otto, Bankdirektor,
WK Düsseldorf 6 (Duisburg, Mülheim an der Ruhr, Ruhrort), Nationalliberale Partei

- Keyser, Günther, Staatsanwalt,
WK Schwarzburg-Sondershausen (Sondershausen, Arnstadt, Gehren, Ebeleben), Altliberales Zentrum

- Keyserlingk zu Rautenburg, Reichsgraf Otto von, Majoratsherr,
 WK Gumbinnen 1 (Tilsit, Niederung), Konservative Partei

- Kirchmann, Julius von, Appellationsgerichtsvizepräsident a. D.,
 WK Breslau 6 (Breslau-Stadt Ost), Deutsche Fortschrittspartei

- Kleinsorgen, Karl von, Kreisrichter,
WK Münster 2 (Münster-Stadt, Coesfeld), fraktionslos liberal, trat im Verlauf der Legislaturperiode der Freien Vereinigung bei

- Kleist, Ewald Graf von, Landrat a. D. und Gutsbesitzer,
 WK Frankfurt 7 (Guben, Lübben), Konservative Partei

- Knapp, Johannes, Gutsbesitzer,
WK Wiesbaden 4 (Limburg, Oberlahnkreis, Unterlahnkreis), Deutsche Fortschrittspartei

- Koch, Ferdinand, Hüttenbesitzer,
 WK Braunschweig 3 (Holzminden, Gandersheim), Nationalliberale Partei (Nachwahl 1869)

- Köppe, August, Ministerialrat,
WK Anhalt 1 (Dessau, Zerbst), Nationalliberale Partei

- Köster, Hans, Dr. phil., Rittergutsbesitzer,
 WK Frankfurt 9 (Cottbus, Spremberg), Konservative Partei

- Kratz, Franz Josef, Kammerpräsident Landgericht Köln,
 WK Düsseldorf 10 (Gladbach), Freie Vereinigung

- Kraus, Werner, Regierungsrat,
WK Schleswig-Holstein 2 (Apenrade, Flensburg), Bundesstaatlich-Konstitutionelle Vereinigung, trat im Verlauf der Legislaturperiode der Freien Vereinigung bei

- Kreutz, Heinrich, Hüttenbesitzer,
WK Arnsberg 3 (Altena, Iserlohn, Lüdenscheid), fraktionslos liberal, trat im Verlauf der Legislaturperiode zur Fortschrittspartei über

- Krieger, Richard, Regierungsrat
WK Posen 1 (Posen-Stadt), Nationalliberale Partei

- Krüger, Hans Andersen, Hofbesitzer,
 WK Schleswig-Holstein 1 (Hadersleben, Sonderburg), Däne

- Künzer, Franz, Dr. jur., Domkapitular Breslau,
WK  Breslau 12 (Glatz, Habelschwerdt), Freikonservative Vereinigung

- Kwilecki, Mieczysław von, Leutnant,
WK Posen 7 (Schrimm, Schroda), Polnische Fraktion

### L

Eduard Lasker
Wilhelm Adolf Lette
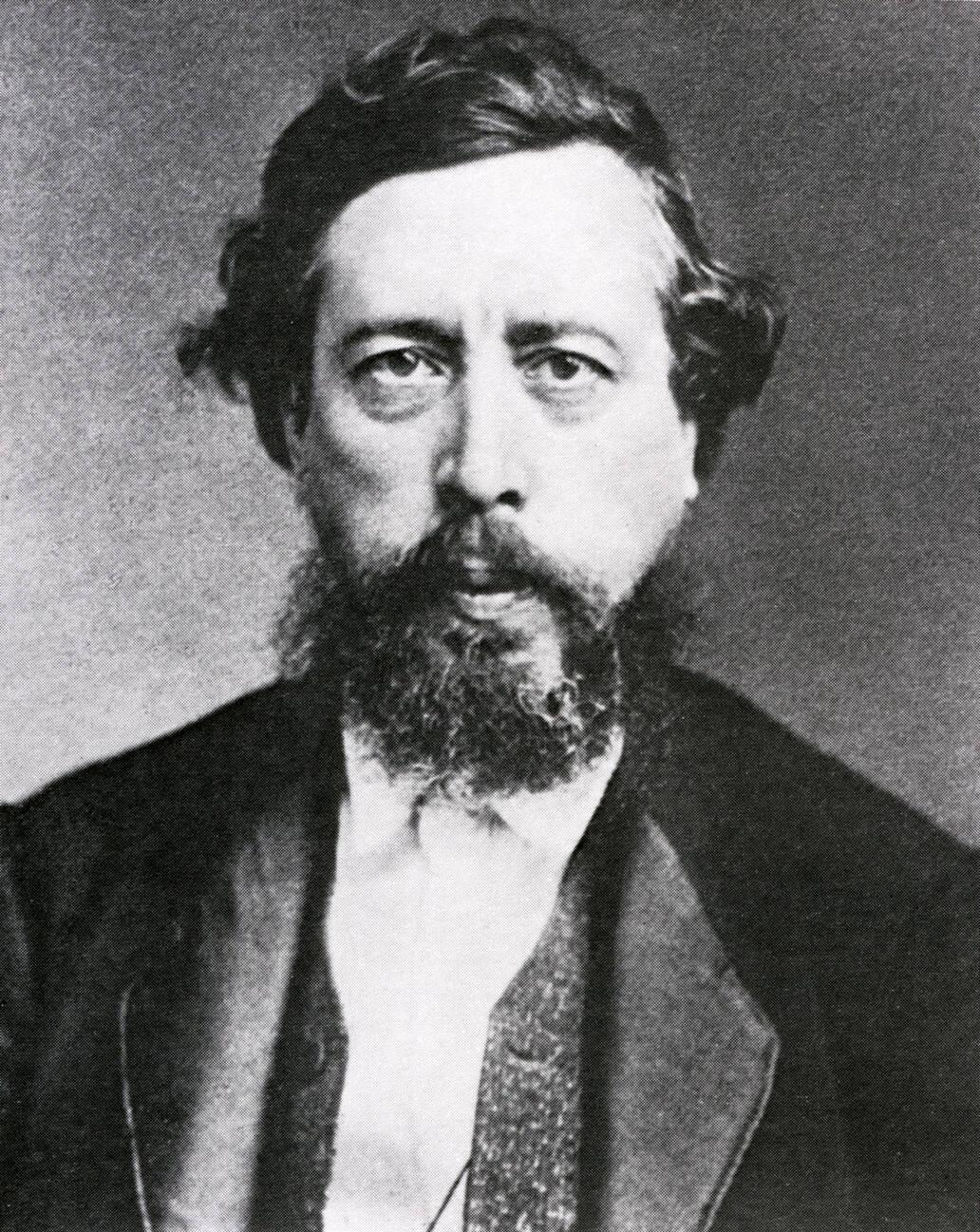
Wilhelm Liebknecht

- Lasker, Eduard, Rechtsanwalt und Syndikus,
WK Sachsen-Meiningen 2 (Sonneberg, Saalfeld), Nationalliberale Partei

- Lautz, Ludwig, Bankier,
WK Trier 3 (Trier-Stadt), Nationalliberale Partei

- Lehndorff, Karl von, Legationsrat,
WK  Gumbinnen 5 (Angerburg, Lötzen), Konservative Partei

- Leistner, Karl, Privatdozent,
WK Sachsen 21 (Annaberg, Schwarzenberg), Nationalliberale Partei

- Lesse, Theodor Wilhelm, Justizrat,
 WK Danzig 3 (Danzig Stadt), Freie Vereinigung, trat im Verlauf der Legislaturperiode den Nationalliberalen bei

- Lette, Wilhelm Adolf, Oberregierungsrat,
WK Waldeck-Pyrmont (Waldeck, Pyrmont), Nationalliberale Partei

- Levetzow, Albert von, Rittergutsbesitzer,
WK Frankfurt 3 (Königsberg/Neumark), Konservative Partei

- Lichnowsky, Karl von, Majoratsherr,
WK Oppeln 8 (Ratibor), freikonservativ

- Liebknecht, Wilhelm, Lehrer,
WK  Sachsen 19 (Stollberg, Schneeberg), Sächsische Volkspartei

- Lienau, Cay Dietrich Lienau, Kaufmann,
WK Lübeck, Nationalliberale Partei (Nachwahl 1868)

- Loë, Felix von, Gutsbesitzer,
WK Düsseldorf  8 (Kleve, Geldern), fraktionslos

- Loewe, Wilhelm, Dr. med., praktischer Arzt Berlin,
 WK Arnsberg 5 (Bochum), Deutsche Fortschrittspartei

- Lorentzen, Karl, Dr. phil., Schriftsteller,
WK Schleswig-Holstein 5 (Dithmarschen, Steinburg), Bundesstaatlich-Konstitutionelle Vereinigung, trat im Verlauf der Legislaturperiode der Freien Vereinigung bei

- Lucius, Robert, Dr. med., Rittergutsbesitzer,
 WK Erfurt 4 (Erfurt, Schleusingen, Ziegenrück), Freikonservative Vereinigung (Nachwahl 1870)

- Luck, Ludolf von, Staatsanwalt,
WK Potsdam 7 (Potsdam-Stadt, Osthavelland), Konservative Partei

- Lucke, Ferdinand, Amtsrat,
WK Merseburg 2 (Schweinitz, Wittenberg), Konservative Partei

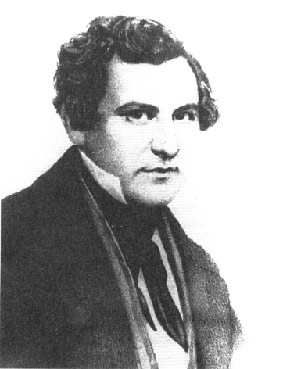
Wilhelm Loewe
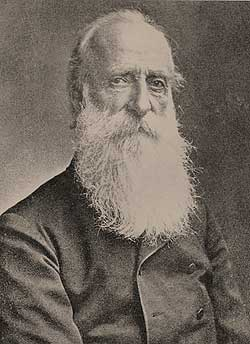
Felix von Loë

### M

Hermann von Mallinckrodt
Franz August Mammen
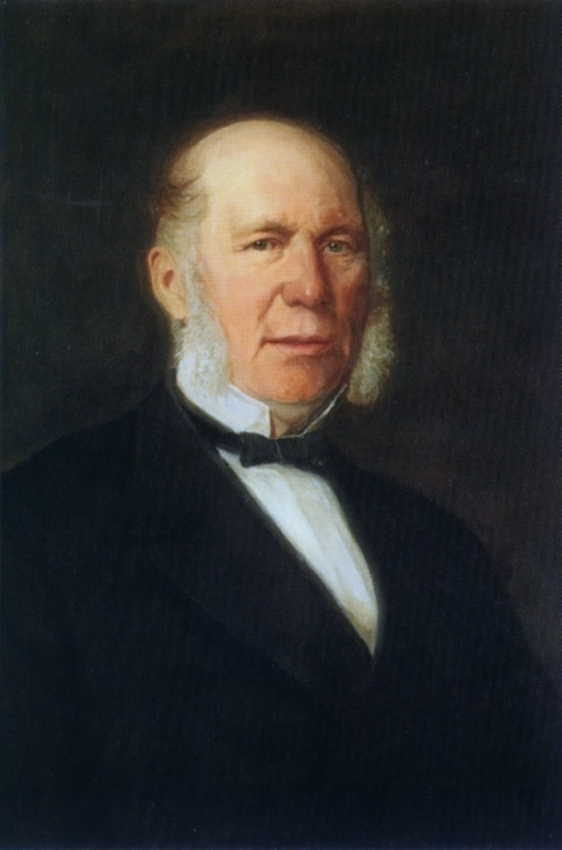
Hermann Henrich Meier
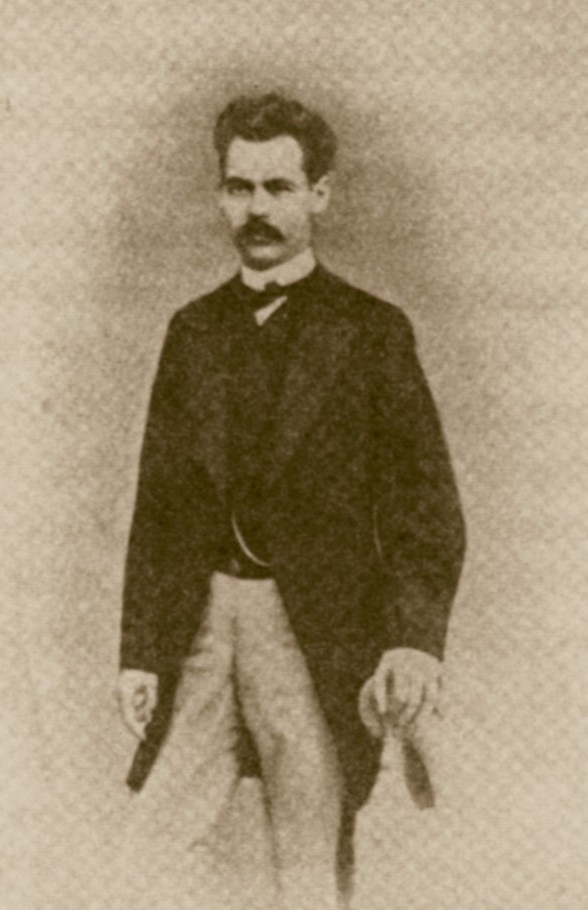
Fritz Mende

- Mallinckrodt, Hermann von, Regierungsrat,
WK Münster 4 (Lüdinghausen, Beckum, Warendorf), Bundesstaatlich-Konstitutionelle Vereinigung

- Maltzan, August Graf von, Standesherr,
 WK Breslau 2 (Militsch, Trebnitz), Freikonservative Vereinigung

- Mammen, Franz August, Fabrikbesitzer,
WK Sachsen 23 (Plauen, Oelsnitz, Klingenthal), Deutsche Fortschrittspartei

- Megede, Hans zur, Regierungsrat,
WK Liegnitz 2 (Sagan, Sprottau), Freie Vereinigung

- Meibom, Oskar von, Justizrat,
WK Kassel 3 (Fritzlar, Homberg, Ziegenhain), Nationalliberale Partei (Nachwahl 1870)

- Meier, Hermann Heinrich Meier, Reeder,
WK Bremen, Nationalliberale Partei

- Melle, Emil von, Kaufmann,
WK Hamburg 1, Nationalliberale Partei

- Mende, Fritz, Journalist,
WK Sachsen 9 (Freiberg, Hainichen), Lassallescher Allgemeiner Deutscher Arbeiterverein (Nachwahl 1869)

- Meulenbergh, Gottfried, Friedensrichter,
WK  Münster 3 (Borken, Recklinghausen), Deutsche Fortschrittspartei

- Meyer, Friedrich, Justizrat
 WK Marienwerder 4 (Thorn, Kulm), Nationalliberale Partei

- Michaelis, Otto, Herausgeber,
 WK Stettin 2 (Ueckermünde, Usedom-Wollin), Nationalliberale Partei

- Miquel, Johannes, Oberbürgermeister a. D., Mitdirektor Disconto-Gesellschaft,
 WK Hannover 4 (Osnabrück, Bersenbrück, Iburg), Nationalliberale Partei

- Moltke, Helmuth Karl Bernhard von, General der Infanterie, Chef des Generalstabes,
 WK Königsberg 1 (Memel, Heydekrug), Konservative Partei

- Mosig von Aehrenfeld, Karl August, Advokat und Rittergutsbesitzer,
 WK Sachsen 2 (Löbau), Nationalliberale Partei

- Mühler, Heinrich von, Regierungsrat,
WK Oppeln 2 (Oppeln-Stadt), fraktionslos konservativ

- Müller, Gustav, Kaufmann ,
WK Stettin 4 (Stettin-Stadt), Freie Vereinigung, trat im Verlauf der Legislaturperiode den Nationalliberalen bei

- Müller, Louis, Dr. phil., Guts- und Fabrikbesitzer,
WK Liegnitz 9 (Görlitz, Lauban), Deutsche Fortschrittspartei (Nachwahl 1868)

- Münchhausen, Alexander von, Gutsbesitzer,
WK Hannover 8 (Hannover-Stadt), Bundesstaatlich-Konstitutionelle Vereinigung

- Münster, Georg Herbert zu, Rittergutsbesitzer,
 WK Hannover 13 (Goslar, Zellerfeld, Ilfeld), Freikonservative Vereinigung

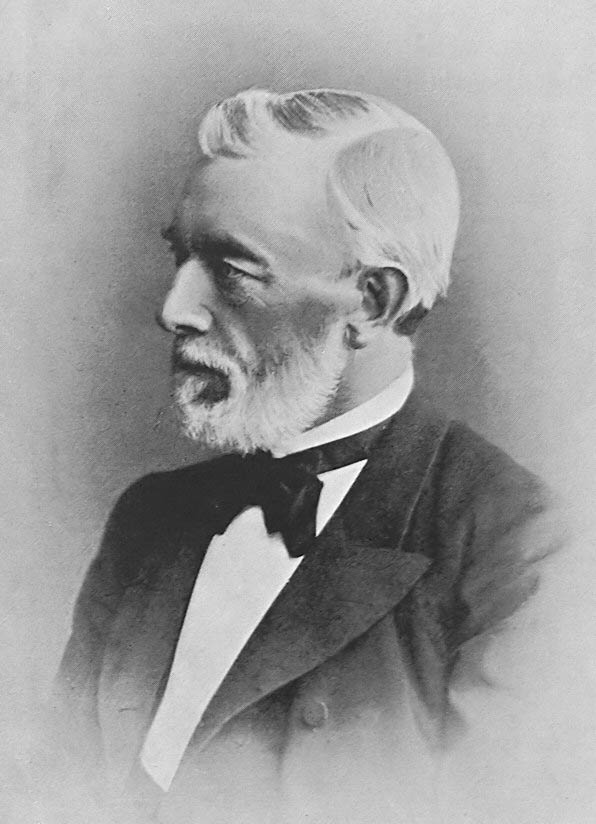
Johannes Miquel
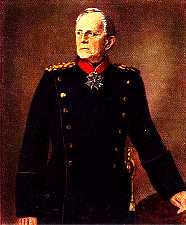
Helmuth von Moltke
Heinrich von Mühler
Georg Herbert zu Münster

### N

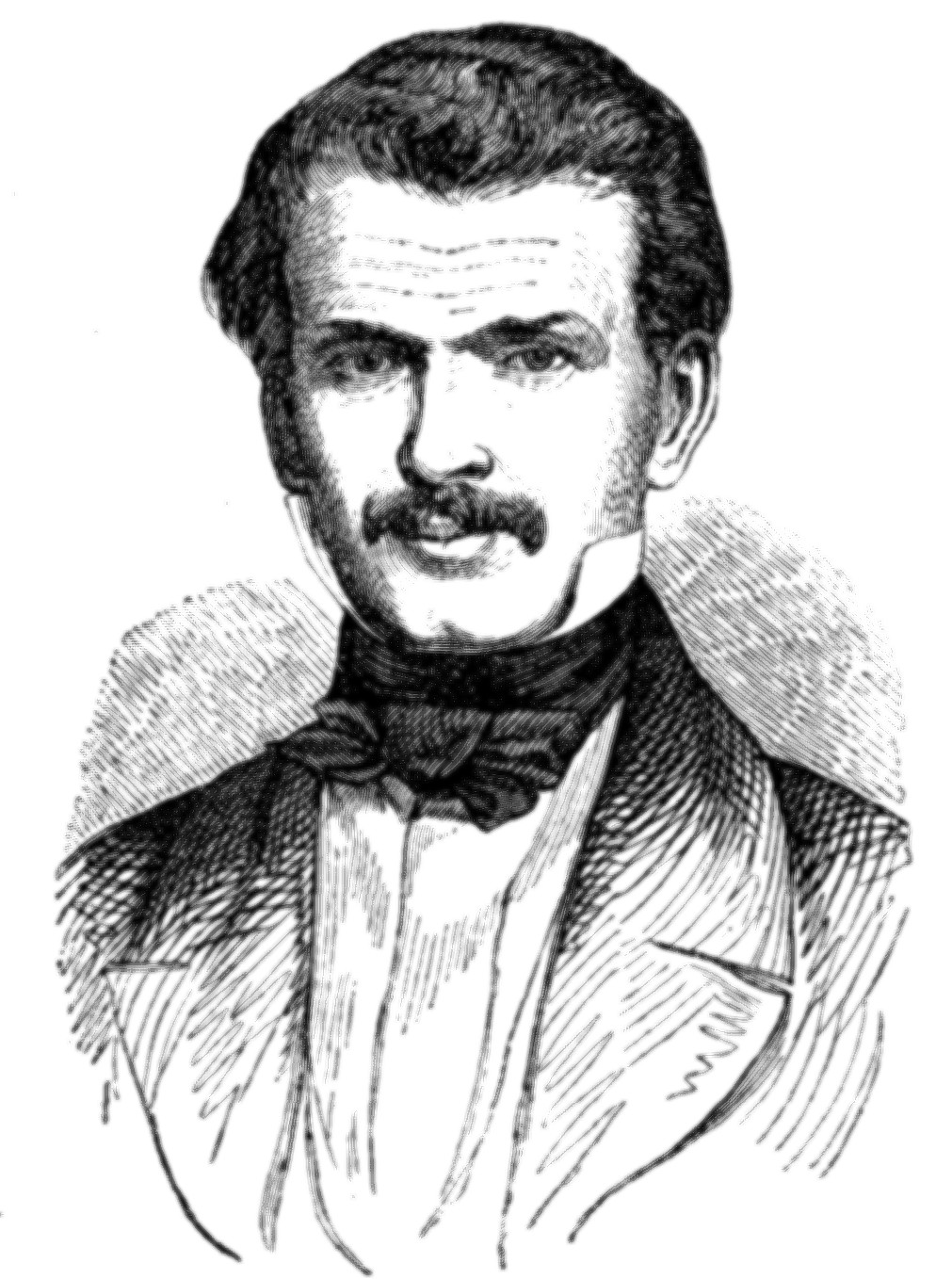
Wladislaus von Niegolewski

- Nebelthau, Friedrich, Anwalt ,
WK Kassel 5 (Marburg, Frankenberg), Nationalliberale Partei

- Neubronner, Wilhelm, Apotheker,
WK Wiesbaden 1 (Obertaunus, Höchst, Usingen), Nationalliberale Partei

- Niegolewski, Wladislaus von, Dr. jur., Rittergutsbesitzer,
 WK Posen 8 (Wreschen, Pleschen), Polnische Fraktion

- Niendorf, Martin Anton, Schriftsteller und Gutsbesitzer,
WK Minden 3 (Bielefeld, Wiedenbrück), Deutsche Fortschrittspartei (Nachwahl 1869)

- Nordeck zur Rabenau, Adalbert, Gutsbesitzer,
 WK Hessen 1 (Gießen, Grünberg, Nidda), Altliberales Zentrum

### O

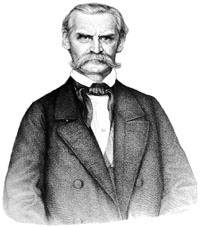
Friedrich Oetker

- Oehmichen, Friedrich Wilhelm, Rittergutsbesitzer,
 WK Sachsen 10 (Döbeln, Nossen, Leisnig), Bundesstaatlich-Konstitutionelle Vereinigung, trat im Verlauf der Legislaturperiode zur Fortschrittspartei über

- Oertzen, Karl von, Rittergutsbesitzer,
WK Mecklenburg-Strelitz (Neustrelitz, Neubrandenburg, Schönberg), Konservative Partei

- Österreich, Johann Wilhelm, Advokat,
WK Braunschweig 1 (Braunschweig-Stadt, Blankenburg), Nationalliberale Partei

- Oetker, Friedrich, Dr., Schriftsteller,
 WK Kassel 1 (Rinteln, Hofgeismar, Wolfhagen), Nationalliberale Partei

- Ohm, Ferdinand, Kaufmann ,
WK Arnsberg 8 (Lippstadt, Brilon), Freie Vereinigung

- Oppenhoff, Friedrich, Oberstaatsanwalt
WK Düsseldorf 12 (Neuß, Grevenbroich), Konservative Partei (Nachwahl 1870)

- Oppersdorf, Eduard Maria Graf von, Majoratsbesitzer,
 WK Oppeln 10 (Neustadt O.S.), Freikonservative Vereinigung

### P

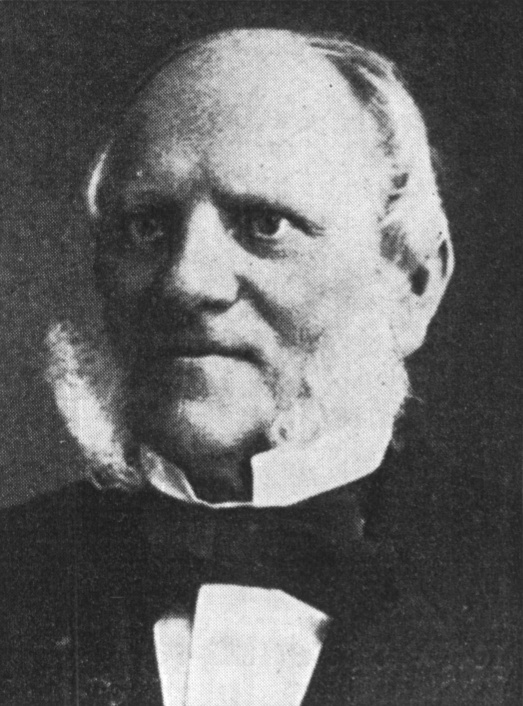
Robert von Patow
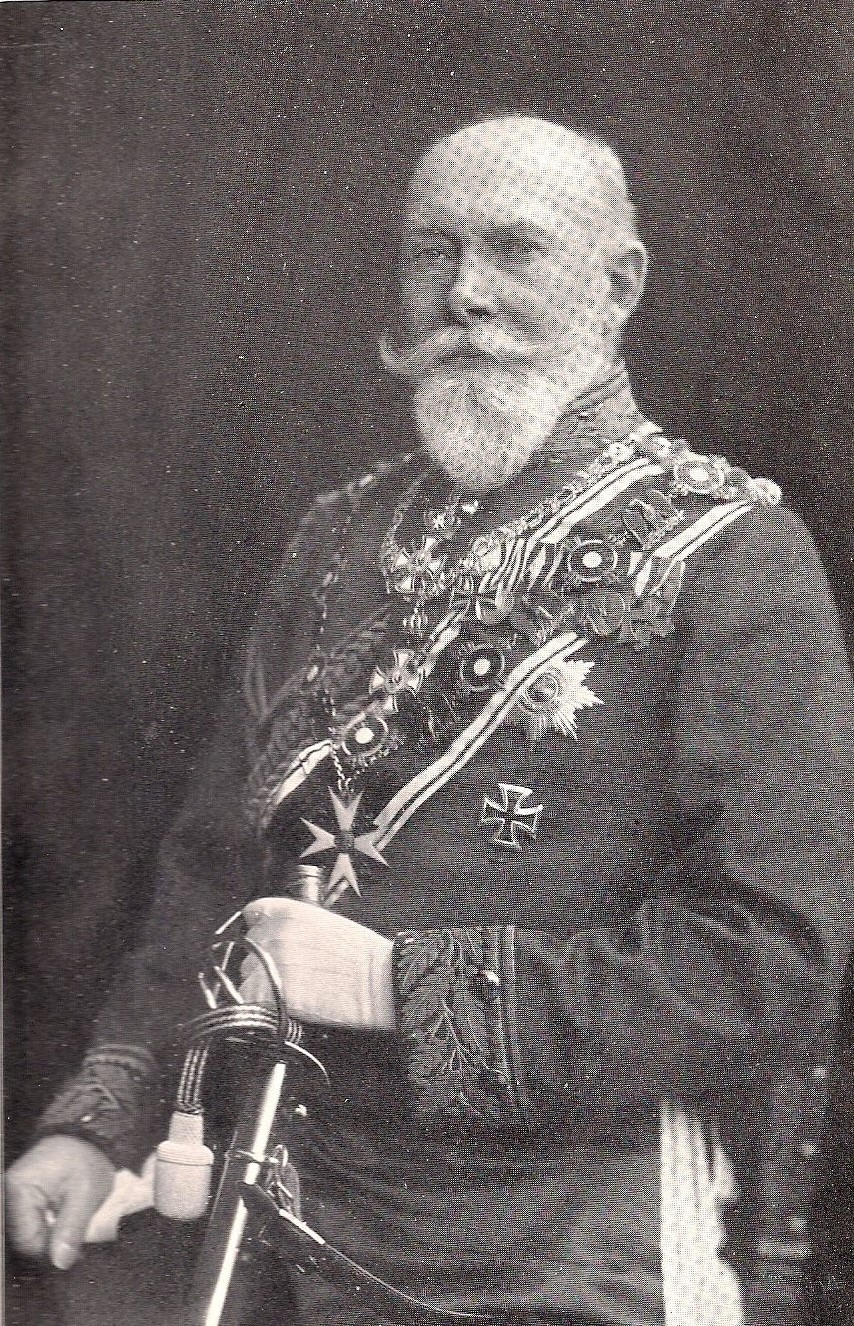
Hans von Pleß
Henning von Puttkamer
Maximilian von Puttkamer

- Patow, Robert von, Dr. jur., Staatsminister a. D.,
 WK Stettin 2 (Ueckermünde, Usedom-Wollin), Altliberales Zentrum (Nachwahl 1868)

- Pauli, Fritz, Regierungsassessor,
WK Köln 2 (Köln-Land), fraktionslos liberal

- Pfeil, Ewald von, Rittergutsbesitzer,
WK Breslau 4 (Namslau, Brieg), fraktionslos klerikal (Nachwahl 1869)

- Pilaski, Julius, Rittergutsbesitzer,
WK Posen 10 (Adelnau, Schildberg), Polnische Fraktion

- Planck, Gottlieb, Appellationsgerichtsrat Celle,
 WK Hannover 14 (Gifhorn, Celle, Peine, Burgdorf), Nationalliberale Partei

- Pleß, Hans von, Standesherr,
WK Breslau 10 (Waldenburg), Freikonservative Vereinigung

- Plessen, Adolf von, Majoratsbesitzer,
WK Mecklenburg-Schwerin 3 (Kammergüter und Ritterschaftliche Güter), Konservative Partei

- Plessing, Philipp Wilhelm, Rechtsanwalt und Notar,
WK Lübeck, Nationalliberale Partei

- Pogge, Franz, Rittergutsbesitzer,
WK Mecklenburg-Strelitz (Neustrelitz, Neubrandenburg, Schönberg), Nationalliberale Partei (Nachwahl 1868)

- Pohlmann, Anton, Erzpriester,
WK Königsberg 6 (Braunsberg, Heilsberg), Freikonservative Vereinigung

- Proff-Irnich, Carl Ludwig von, Landgerichtsrat
WK Köln 4 (Rheinbach, Bonn), fraktionslos liberal

- Prosch, Karl Friedrich Wilhelm, Regierungsrat a. D.,
 WK Mecklenburg-Schwerin 5 (Schwerin, Wismar und weitere Städte), Nationalliberale Partei

- Pückler-Burghauß, Karl von, Gutsbesitzer,
WK Breslau 9 (Striegau, Schweidnitz), Konservative Partei

- Puttkamer, Henning von, Rittergutbesitzer,
WK Frankfurt 8 (Sorau), Nationalliberale Partei

- Puttkamer, Maximilian von, Kreisrichter,
 WK Posen 6 (Fraustadt), Nationalliberale Partei

### R

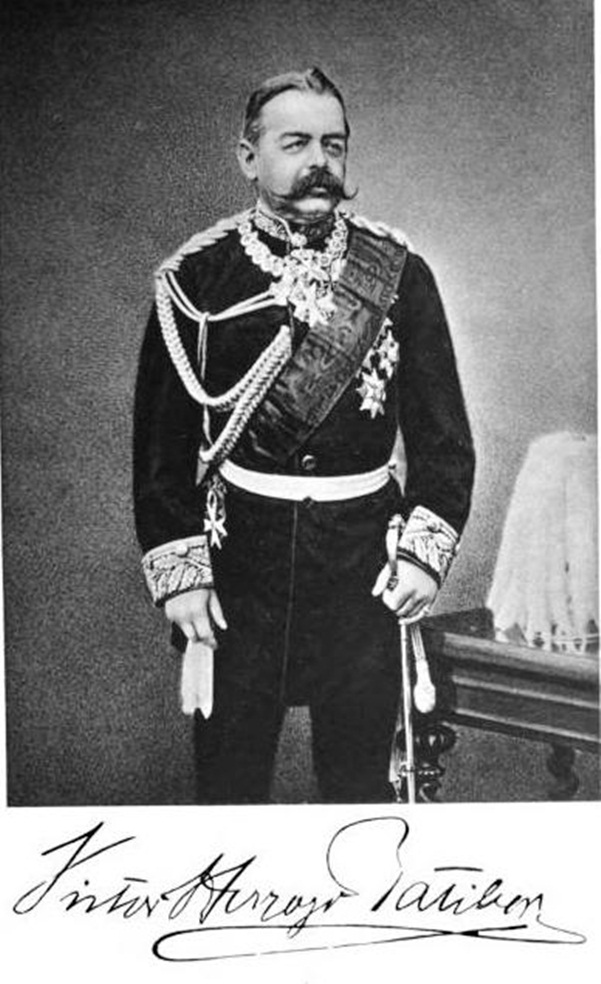
Victor I. Herzog von Ratibor
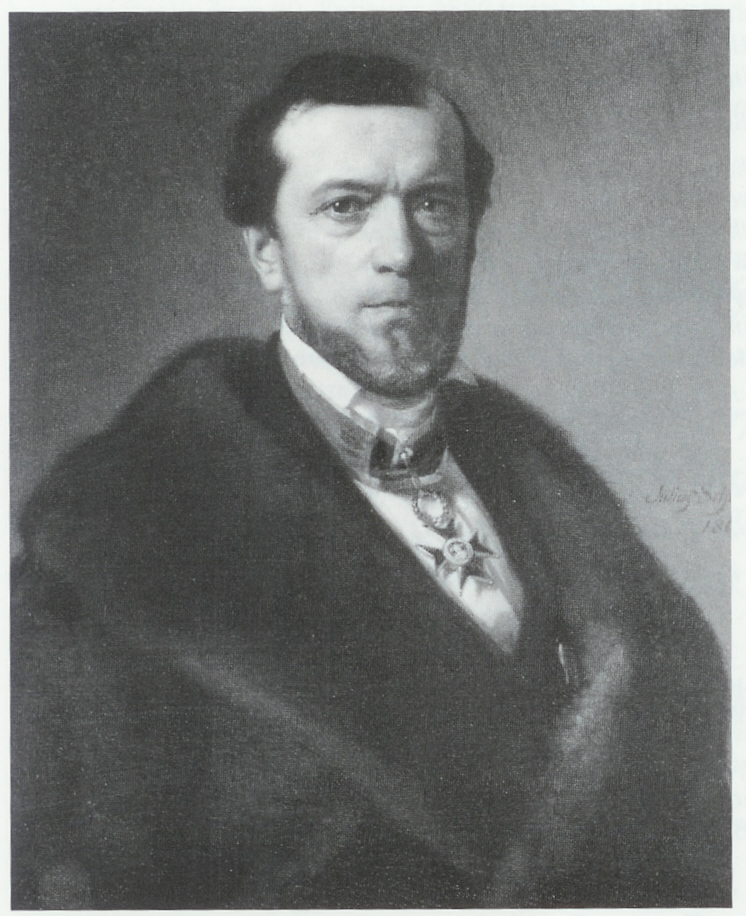
Peter Reichensperger
Christian Gottlieb Riedel
Hermann Roemer

- Radkiewicz, Stanislaus von, Rittergutsbesitzer,
WK Marienwerder 6 (Konitz), Polnische Fraktion

- Rang, Franz, Oberbürgermeister,
WK Kassel 7 (Fulda, Schlüchtern, Gersfeld), Freie Vereinigung

- Ratibor, Victor Moritz Carl von, Herzogtumsbesitzer,
WK Oppeln 7 (Pleß, Rybnik), Freikonservative Vereinigung

- Redeker, Wilhelm, Landwirt,
WK Hannover 9 (Hameln, Linden, Springe), Nationalliberale Partei

- Reeder, Eduard, Landwirt ,
WK Schleswig-Holstein 4 (Tondern, Husum, Eiderstedt), Bundesstaatlich-Konstitutionelle Vereinigung

- Reichensperger, Peter, Landgerichtsrat,
 WK Arnsberg 2 (Olpe, Arnsberg, Meschede), Bundesstaatlich-Konstitutionelle Vereinigung

- Reincke, Peter Adolf, Arzt
WK Düsseldorf 1 (Lennep, Mettmann), Allgemeiner Deutscher Arbeiterverein

- Renard, Johannes Maria von, Erbherr,
WK Oppeln 3 (Groß Strehlitz, Kosel), Freikonservative Vereinigung

- Richter, Gustav Reinhold, Tischlermeister
WK Hamburg 2, Deutsche Fortschrittspartei

- Riedel, Christian Gottlieb, Gutsbesitzer,
WK Sachsen 1 (Zittau), Deutsche Fortschrittspartei

- Rochau, August Ludwig von, Herausgeber,
 WK Braunschweig 2 (Helmstedt, Wolfenbüttel), Nationalliberale Partei (Nachwahl 1870)

- Röben, Johann Gerhardt, Amtsrichter,
 WK Hannover 2 (Aurich, Wittmund, Leer), Nationalliberale Partei

- Roemer, Hermann, Senator Hildesheim,
 WK Hannover 10 (Hildesheim, Marienburg, Alfeld (Leine)), Nationalliberale Partei

- Rohland, Otto, Rittergutsbesitzer,
 WK Merseburg 8 (Naumburg, Weißenfels, Zeitz), Deutsche Fortschrittspartei

- Romberg, Max von, Rittergutsbesitzer,
WK Königsberg 10 (Rastenburg, Friedland, Gerdauen), Konservative Partei

- Roon, Albrecht von, Generalleutnant,
WK Potsdam 10 (Teltow, Beeskow-Storkow), Konservative Partei

- Roß, Edgar, Kaufmann ,
 WK Hamburg 3, Nationalliberale Partei

- Rothschild, Mayer Carl, Bankier,
WK Wiesbaden 6 (Frankfurt am Main), fraktionslos konservativ

- Runge, Heinrich, Stadtrat,
 WK Berlin 4, Deutsche Fortschrittspartei

- Russell, Anton Franz Johann, Justizrat und Amtsrichter,
WK Oldenburg 3 (Vechta, Delmenhorst, Cloppenburg), Bundesstaatlich-Konstitutionelle Vereinigung

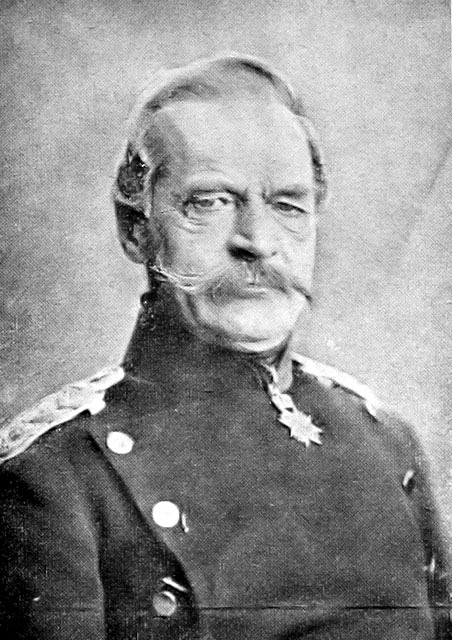
Albrecht von Roon
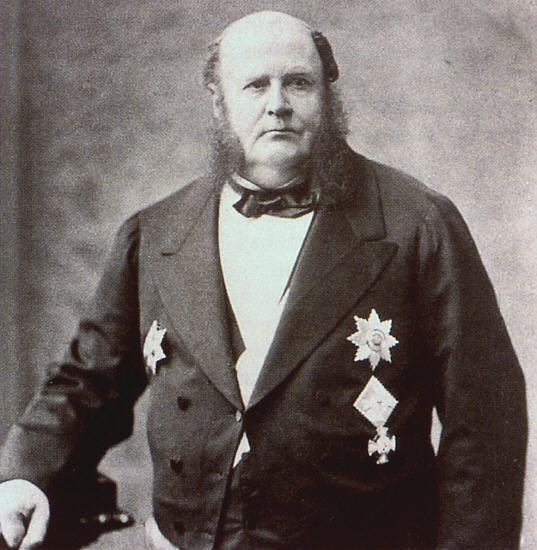
Mayer Carl von Rothschild
Heinrich Runge

### S

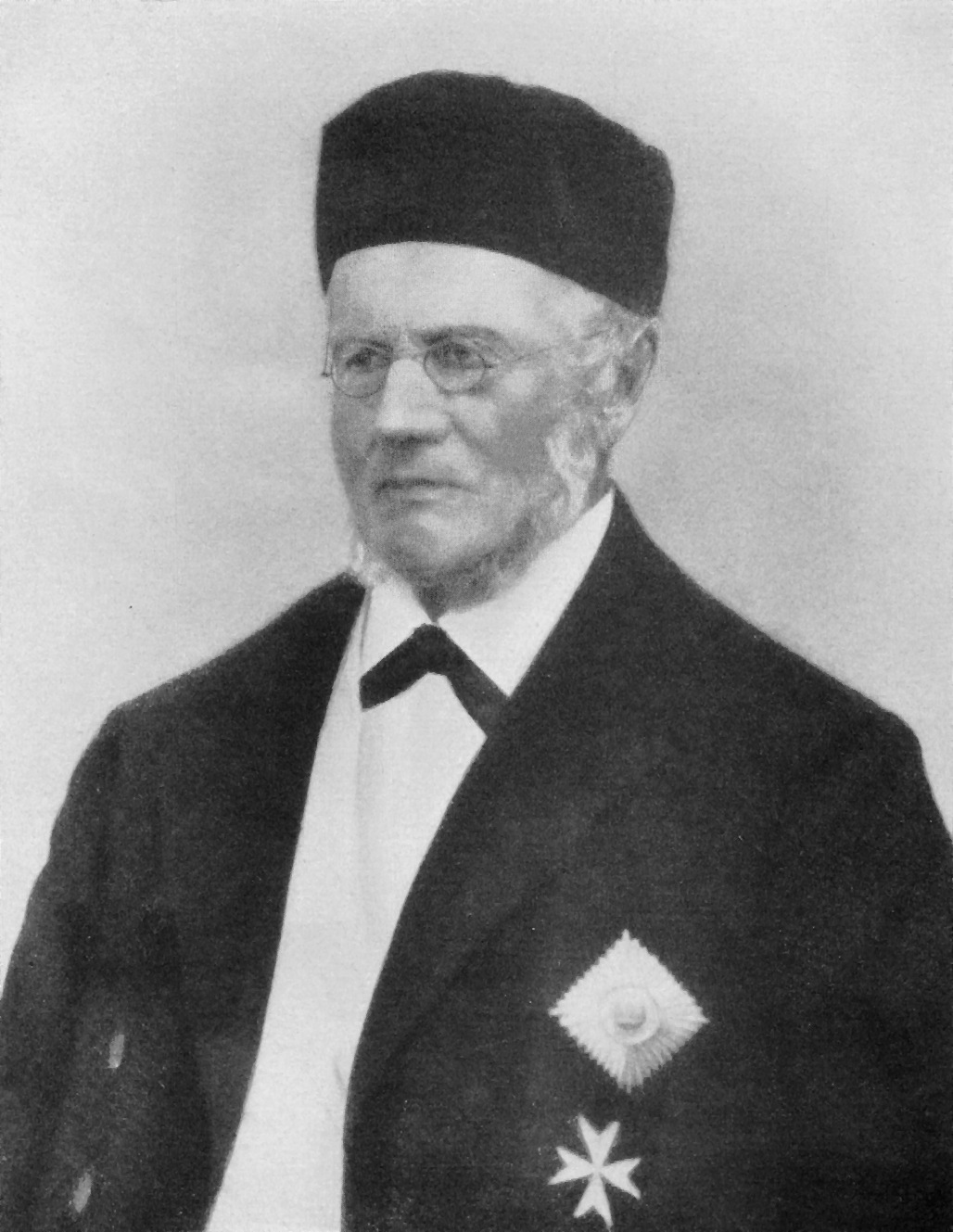
Gustav von Saltzwedell
Karl Friedrich von Savigny
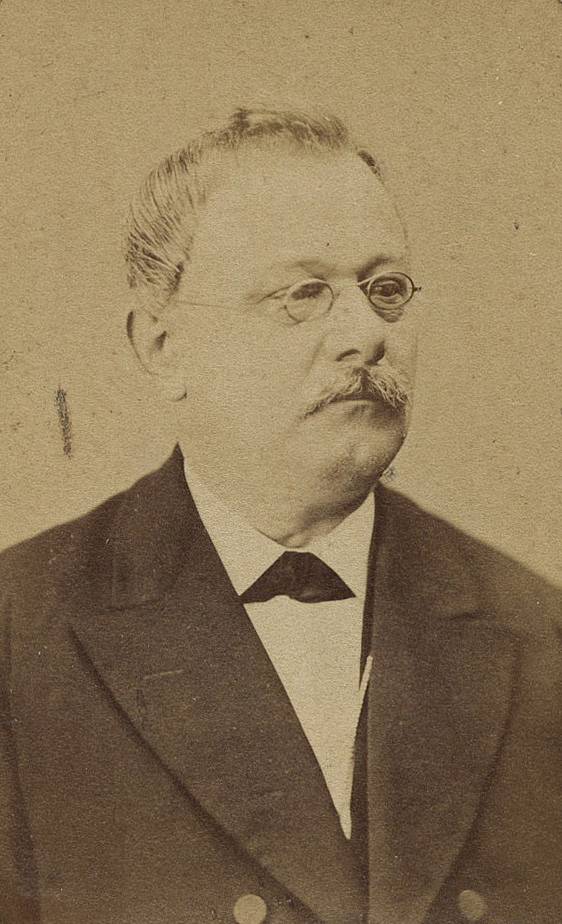
Wilhelm Schaffrath

- Sachße, Friedrich Raimund, Advokat,
WK Sachsen 9 (Freiberg, Hainichen), Bundesstaatlich-Konstitutionelle Vereinigung

- Saenger, Carl von, Rittergutsbesitzer,
WK Bromberg 2 (Wirsitz, Schubin), Altliberales Zentrum

- Saltzwedell, Gustav von, Rittergutsbesitzer,
WK Gumbinnen 7 (Sensburg, Ortelsburg), Konservative Partei

- Salza und Lichtenau, Hermann von, Rittergutsbesitzer,
WK Sachsen 3 (Bautzen, Kamenz, Bischofswerda), Freikonservative Vereinigung

- Salzmann, Karl, Rechtsanwalt,
WK Reuß älterer Linie (Greiz, Burgk), Nationalliberale Partei

- Saucken, Karl von, Rittergutsbesitzer,
WK Bromberg 3 (Bromberg-Stadt), Deutsche Fortschrittspartei

- Savigny, Karl Friedrich von, Wirklicher Geheimer Rat,
 WK Koblenz 3 (Koblenz, St. Goar), Freikonservative Vereinigung

- Schaffgotsch, Hans Ulrich Graf, Rittergutsbesitzer,
 WK Oppeln 5 (Beuthen, Tarnowitz), Freikonservative Vereinigung (Nachwahl 1868)

- Schaffrath, Wilhelm, Dr. jur., Rechtsanwalt,
 WK Sachsen 6 (Dresden-Land links der Elbe, Dippoldiswalde), Deutsche Fortschrittspartei

- Schaper, Carl Heinrich von Ludwig, Landrat,
 WK Merseburg 1 (Liebenwerda, Torgau), Konservative Partei

- Schläger, Hermann, Herausgeber,
WK Hannover 7 (Nienburg, Neustadt am Rübenberge, Fallingbostel), Nationalliberale Partei

- Schleiden, Rudolf, Hanseatischer Ministerpräsident a. D.,
 WK Schleswig-Holstein 8 (Altona, Stormarn), Bundesstaatlich-Konstitutionelle Vereinigung

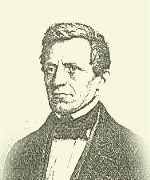
Friedrich Oskar von Schwarze
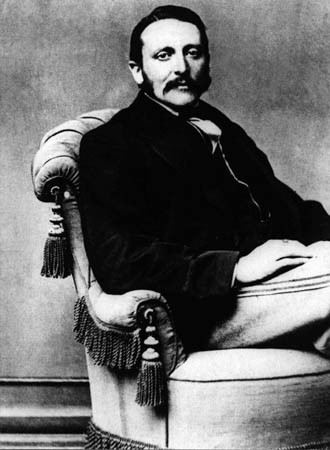
Johann Baptist von Schweitzer

- Schnuse, Friedrich Wilhelm, Staatsanwalt,
WK Braunschweig 3 (Holzminden, Gandersheim), Nationalliberale Partei

- Schöning, Wilhelm von, Landrat und Rittergutbesitzer,
 WK Stettin 5 (Pyritz, Saatzig), Konservative Partei

- Schorlemer-Alst, Burghard von, Gutsbesitzer,
 WK Münster 2 (Münster, Coesfeld), Zentrum (Nachwahl 1870)

- Schraps, Reinhold, Advokat,
WK Sachsen 18 (Zwickau, Crimmitschau, Werdau), Sächsische Volkspartei

- Schreck, Hermann Theodor, Rechtsanwalt,
WK Sachsen 8 (Pirna, Sebnitz), Deutsche Fortschrittspartei

- Schröder, Robert von, Rittergutsbesitzer,
WK Köslin 3 (Köslin), Konservative Partei

- Schulenburg-Beetzendorf, Werner Graf von der, Rittmeister und Rittergutbesitzer,
 WK Magdeburg 1 (Salzwedel, Gardelegen), Konservative Partei

- Schulenburg-Filehne, Adelbert Graf von der, Rittergutbesitzer,
  WK Bromberg 1 (Czarnikau, Chodziesen), Konservative Partei

- Schulze-Delitzsch, Hermann, Anwalt,
 WK Berlin 6, Deutsche Fortschrittspartei

- Schwarze, Friedrich Oskar, Dr. jur., Generalstaatsanwalt Sachsen,
 WK Sachsen 4 (Dresden rechts der Elbe, Radeberg, Radeburg), Bundesstaatlich-Konstitutionelle Vereinigung

- Schwartzkoppen, Friedrich von, Gutsbesitzer,
WK Wiesbaden 5 (Dillkreis, Oberwesterwald), Altliberales Zentrum

- Schweitzer, Johann Baptist von, Advokat,
WK Düsseldorf 2 (Elberfeld, Barmen), Allgemeiner Deutscher Arbeiterverein

- Schwendler, Carl von, Ministerpräsident a. D.,
WK Sachsen-Weimar-Eisenach 2 (Eisenach, Dermbach), Nationalliberale Partei

- Schwerin-Putzar, Maximilian von, Rittergutsbesitzer,
WK Stettin 1 (Demmin, Anklam), Nationalliberale Partei

- Seeckt, Leopold von, Landrat,
WK Stralsund 2 (Greifswald, Grimmen), Konservative Partei

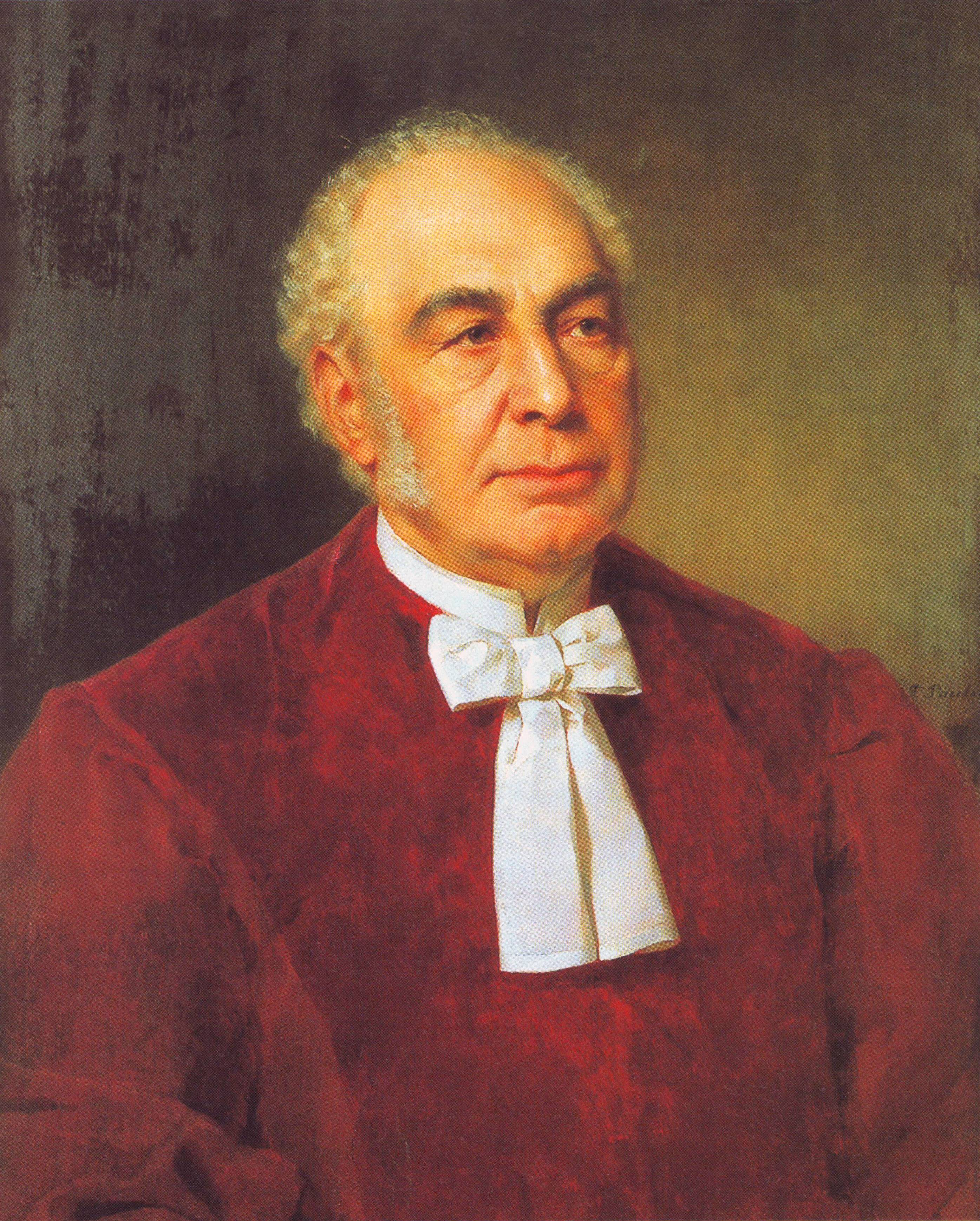
Eduard von Simson
Ludwig zu Solms-Hohensolms-Lich
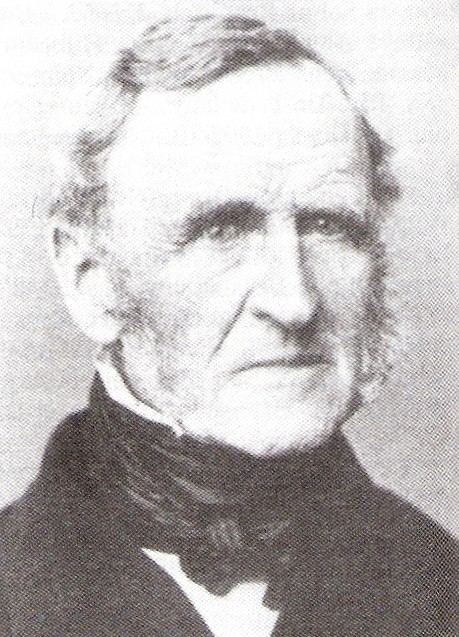
Otto zu Solms-Laubach

- Seydewitz, Carl Friedrich von, Stadtgerichtsrat
WK Merseburg 3 (Bitterfeld, Delitzsch), Konservative Partei

- Seydewitz, Otto Theodor von, Rittergutbesitzer,
 WK  Liegnitz 10 (Rothenburg/Oberlausitz, Hoyerswerda), Konservative Partei

- Seyffardt, Ludwig Friedrich, Seidenfabrikbesitzer,
WK Düsseldorf 11 (Krefeld), Nationalliberale Partei (Nachwahl 1869)

- Simpson, Georg Wilhelm von, Rittergutbesitzer,
 WK Gumbinnen 6 (Oletzko, Lyck, Johannisburg), Konservative Partei

- Simson, Eduard von, Dr. jur., Apperllationsgerichtspräsident a. D.,
WK Frankfurt 4 (Frankfurt/Oder, Lebus), Nationalliberale Partei, als Reichstagspräsident fraktionslos

- Solms-Hohenlohe-Lich, Ludwig zu, Rittergutsbesitzer,
WK Koblenz 1 (Wetzlar, Altenkirchen), Freikonservative Vereinigung

- Solms-Baruth, Friedrich zu, Rittergutsbesitzer,
WK Frankfurt 10 (Calau, Luckau), Konservative Partei

- Solms-Laubach, Friedrich zu, Rittergutsbesitzer,
 WK Hessen 3 (Lauterbach, Alsfeld, Schotten), Freikonservative Vereinigung (Nachwahl 1870)

- Solms-Laubach, Otto zu, Grafschaftsbesitzer,
WK Hessen 3 (Lauterbach, Alsfeld, Schotten), Altliberales Zentrum

- Sombart, Anton Ludwig, Rittergutsbesitzer und Landschaftsdirektor,
 WK Merseburg 5 (Mansfelder Seekreis, Mansfelder Gebirgskreis), Nationalliberale Partei

- Sperber, Eugen, von, Rittergutsbesitzer,
WK Gumbinnen 2 (Ragnit, Pillkallen), Konservative Partei

- Stavenhagen, Friedrich, Generalmajor,
WK Merseburg 4 (Halle/Saale, Saalkreis), Nationalliberale Partei

- Stavenhagen, Otto von, Regierungsrat,
 WK Stettin 3 (Randow, Greifenhagen), Konservative Partei

- Steinmetz, Karl Friedrich von, General,
WK Frankfurt 6 (Züllichau-Schwiebus, Crossen), Konservative Partei

- Steltzer, Gustav, Oberlandesgerichtsdirektor,
WK Koblenz 1 (Wetzlar, Altenkirchen), fraktionslos liberal (Nachwahl 1869)

- Stephani, Eduard, Dr. jur., Vizebürgermeister Leipzig,
 WK Sachsen 12 (Leipzig-Stadt), Nationalliberale Partei

- Stolberg-Wernigerode, Eberhard zu, Rittergutsbesitzer,
WK Liegnitz 7 (Landeshut, Jauer, Bolkenhain), Konservative Partei

- Strousberg, Bethel Henry, Eisenbahnunternehmer,
WK Königsberg 9 (Allenstein, Rößel), Konservative Partei

- Stumm-Halberg, Carl Ferdinand von, Hüttenbesitzer,
 WK Trier 6 (Ottweiler, St. Wendel, Meisenheim), Freikonservative Vereinigung

- Sybel, Alexander von, Unternehmer,
WK Trier 5 (Saarbrücken), fraktionslos konservativ (Nachwahl 1869)

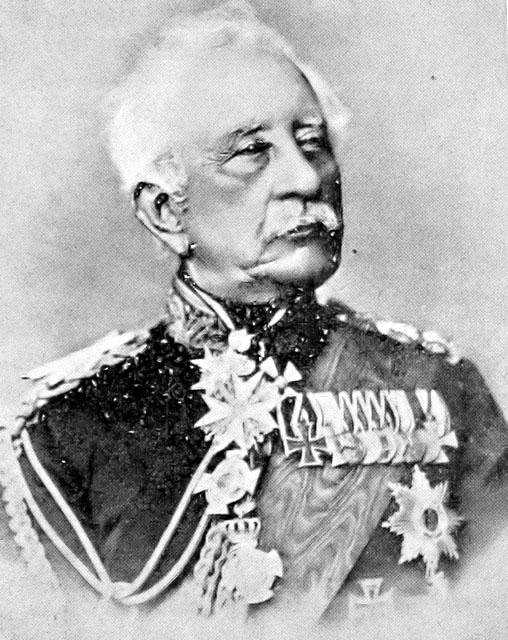
Karl Friedrich von Steinmetz
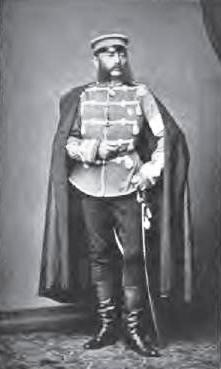
Eberhard zu Stolberg-Wernigerode
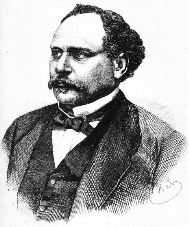
Henry Bethel Strousberg
Carl Ferdinand von Stumm-Halberg

### T
- Techow, Otto, Rittergutsbesitzer,
WK Marienwerder 5 (Schwetz), Nationalliberale Partei

- ten Doornkaat Koolmann, Jan, Fabrikant,
 WK Hannover 1 (Emden, Norden, Weener), fraktionslos liberal (Nachwahl 1869)

- Thadden, Gerhard von, Rittergutsbesitzer,
WK Stettin 7 (Greifenberg, Kammin), Konservative Partei

- Thünen, Edo Heinrich von, Rittergutsbesitzer,
WK Mecklenburg-Schwerin 2 (Kammergüter), Nationalliberale Partei

- Tobias, Leopold, Regierungsassessor,
WK Trier 2 (Wittlich, Bernkastel), Freikonservative Vereinigung

- Treskow, Carl von, Rittergutsbesitzer,
 WK Potsdam 6 (Niederbarnim), Konservative Partei

- Twesten, Karl, Stadtgerichtsrat,
WK Breslau 11 (Reichenbach, Neurode), Nationalliberale Partei

### U

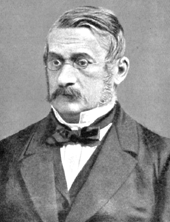
Hans Victor von Unruh

- Ulrich, Wilhelm, Oberregierungsrat,
WK Oppeln 6 (Kattowitz, Zabrze), fraktionslos

- Unruh, Hans Victor von, Baurat a. D.,
 WK Magdeburg 4 (Magdeburg-Stadt), Nationalliberale Partei

- Unruhe-Bomst, Hans Wilhelm Freiherr von, Landrat und Rittergutbesitzer,
WK Posen 3 (Meseritz, Bomst), Freikonservative Vereinigung

### V

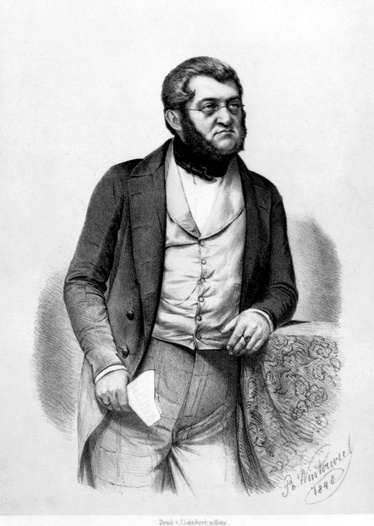
Georg von Vincke

- Vincke, Karl Friedrich von, Rittergutsbesitzer,
 WK Breslau 4 (Namslau, Brieg), Altliberales Zentrum

- Vincke, Georg von, Rittergutsbesitzer,
WK Düsseldorf 7 (Moers, Rees), Altliberales Zentrum

### W

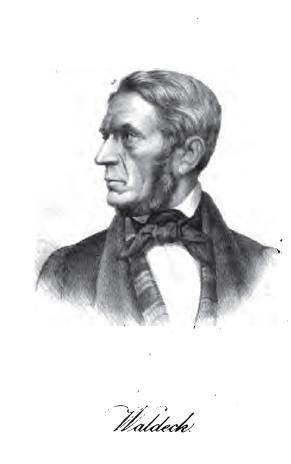
Franz Leo Benedikt Waldeck
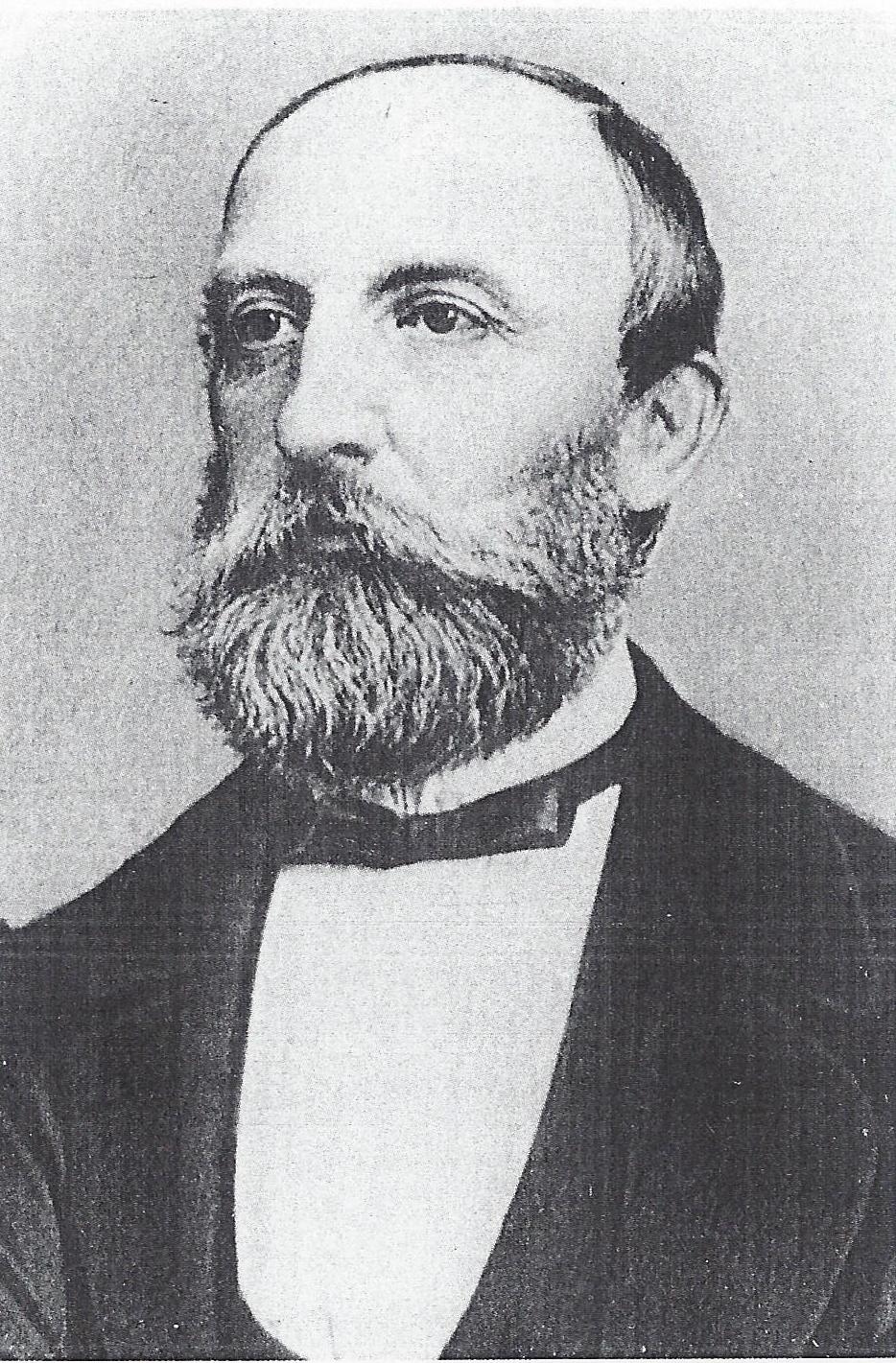
Ludwig von Wedemeyer
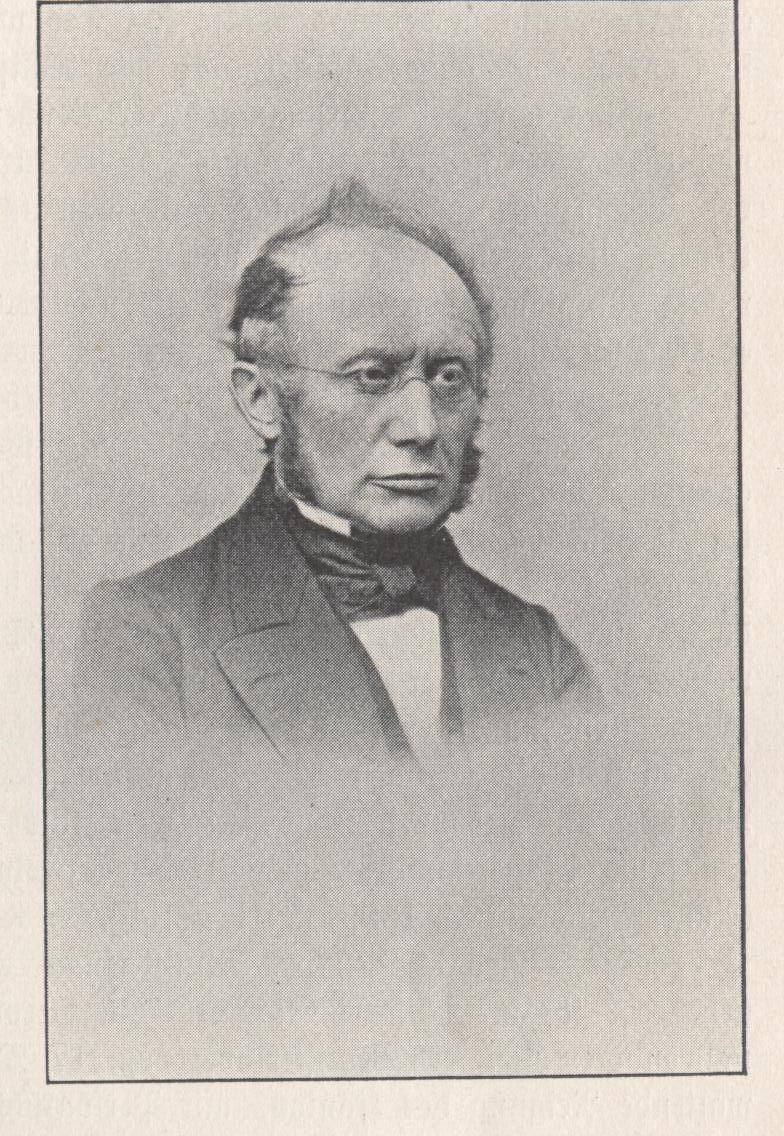
Ludwig Windthorst

- Wachenhusen, Otto, Advokat,
WK Mecklenburg-Schwerin 1 (Kammergüter), Nationalliberale Partei

- Wachler, Ernst, Oberlandesgerichtsrat,
WK Breslau 8 (Neumarkt, Breslau-Land), Nationalliberale Partei

- Wagener, Hermann, vortragender Rat im preußischen Staatsministerium,
  WK Köslin 5 (Neustettin), Konservative Partei

- Wagner, Gustav Richard, Dr. jur., Vizepräsident Appellgericht Altenburg,
WK Sachsen-Altenburg (Altenburg, Roda), Nationalliberale Partei

- Waldow und Reitzenstein, Eduard von, Rittergutsbesitzer,
 WK Frankfurt 5 (Sternberg), Konservative Partei

- Waldeck, Franz Leo Benedikt, Oberlandesgerichtsrat,
WK Minden 3 (Bielefeld, Wiedenbrück), Deutsche Fortschrittspartei

- Watzdorf, Curt von, Rittergutbesitzer,
 WK Potsdam 9 (Zauch-Belzig, Jüterbog-Luckenwalde), Konservative Partei

- Weber, Adolph, Obergerichtsanwalt,
WK Hannover 18 (Stade, Geestemünde, Bremervörde, Osterholz), Nationalliberale Partei

- Wedemeyer, Ludwig von, Rittergutsbesitzer,
WK Frankfurt 1 (Arnswalde, Friedeberg), Konservative Partei

- Wehrenpfennig, Wilhelm, Gymnasiallehrer,
WK Waldeck-Pyrmont (Waldeck, Pyrmont), Nationalliberale Partei (Nachwahl 1869)

- Weigel, Hermann, Dr. jur., Vizebürgermeister Kassel,
 WK Kassel 8 (Hanau, Gelnhausen), Nationalliberale Partei

- Weißich, Julius Martin, Amtsassessor,
 WK Schaumburg-Lippe 1 (Bückeburg, Stadthagen), Nationalliberale Partei

- Weitzel, Karl Ludwig von, Rittergutsbesitzer,
WK Königsberg 8 (Osterode i. Opr., Neidenburg), Konservative Partei

- Wendel, Arnold, Kaufmann,
WK Hessen 2 (Friedberg, Büdingen, Vilbel), fraktionslos liberal

- Wense, Adolf Friedrich von der, Rittergutsbesitzer,
WK Hannover 15 (Lüchow, Uelzen, Dannenberg, Bleckede), Bundesstaatlich-Konstitutionelle Vereinigung (Nachwahl 1868)

- Wigard, Franz Jacob, Dr. med., Professor,
 WK Sachsen 5 (Dresden links der Elbe), Deutsche Fortschrittspartei

- Wiggers, Julius, Professor,
WK Mecklenburg-Schwerin 6 (Rostock und weitere Städte), Nationalliberale Partei

- Wiggers, Moritz, Advokat,
 WK Berlin 3, Deutsche Fortschrittspartei

- Windthorst, Ludwig, Staatsminister a. D.,
 WK Hannover 3 (Meppen, Lingen, Bentheim, Aschendorf, Hümmling), Bundesstaatlich-Konstitutionelle Vereinigung

### Z

Ludwig von Zehmen
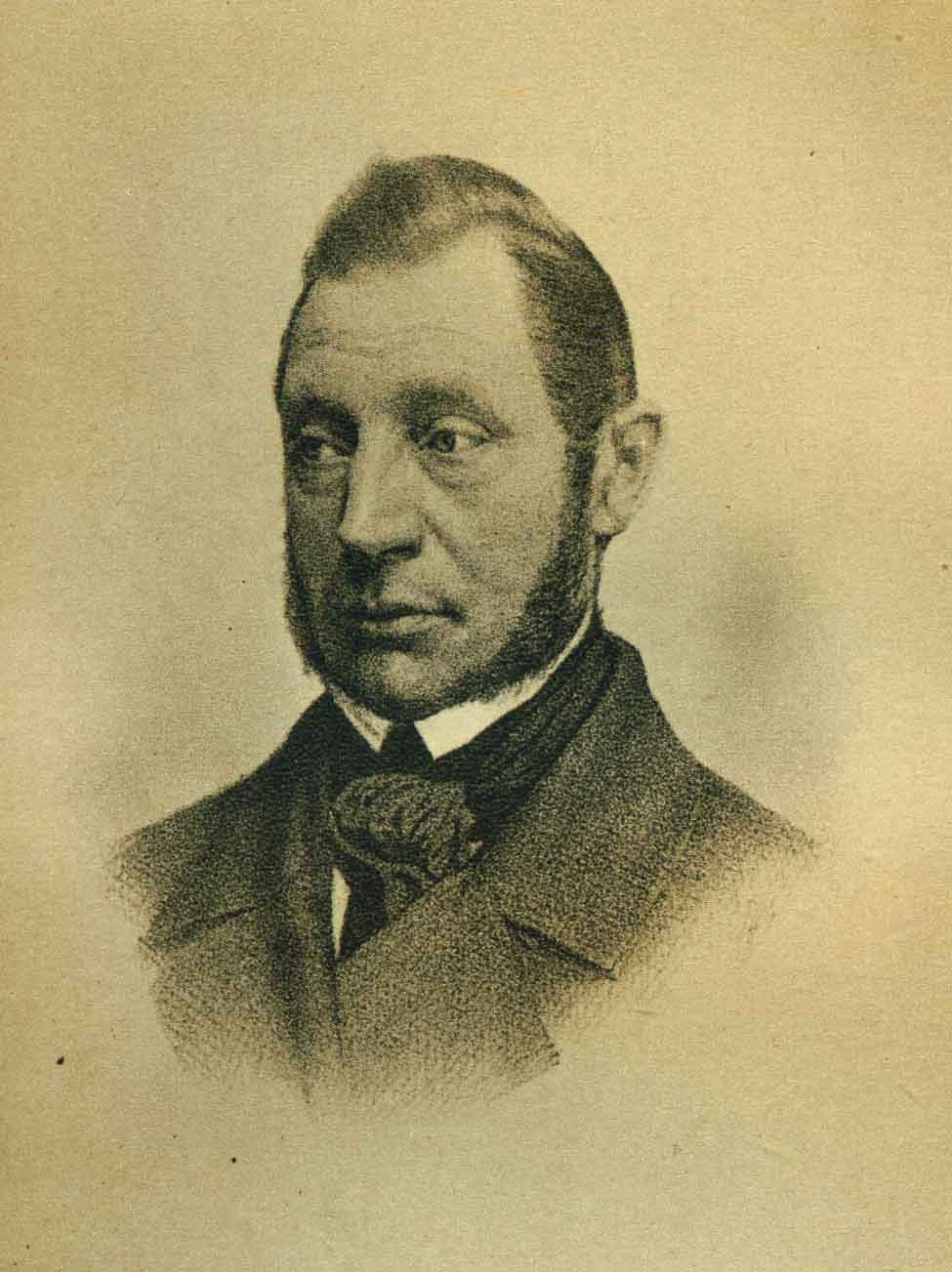
Franz Ziegler

- Zehmen, Ludwig von, Regierungsrat,
WK Sachsen 7 (Meißen, Großenhain, Riesa), Freikonservative Vereinigung

- Ziegler, Franz, Oberbürgermeister a. D.,
 WK Breslau 7 (Breslau-Stadt West), Deutsche Fortschrittspartei

- Zurmühlen Paul, Amtsgerichtsrat,
WK Münster 1 (Tecklenburg, Steinfurt, Ahaus), fraktionslos